# Crucea Eroilor de pe Muntele Caraiman
Crucea Eroilor de pe Muntele Caraiman, denumită oficial Crucea comemorativă a eroilor români din Primul Război Mondial, este un monument istoric (cod LMI PH-IV-m-A-16887) situat în Munții Bucegi, pe teritoriul județului Prahova. Acesta este de forma unei cruci latine, având o înălțime de 39,3 metri și a fost construit între anii 1924-1928 în apropiere de Vârful Caraiman, la altitudinea de 2291 m, pentru a cinsti memoria celor 30.000 de militari români căzuți în luptele de pe Valea Prahovei, în Primul Război Mondial. Alte denumiri sub care este întâlnit monumentul sunt: Crucea Eroilor Neamului, Monumentul Eroilor de pe Caraiman sau popular,  Crucea de pe Caraiman. Ca urmare a demersurilor pe care Alexandru Dan Bartoc le-a făcut în anul 2013, acest monument a fost desemnat de către Guinness World Records ca fiind cea mai înaltă cruce din lume amplasată pe un vârf montan.
Conform unei legende, monumentul de pe Caraiman a fost realizat datorită unui vis pe care l-ar fi avut Regina Maria, în care a văzut Munții Bucegi „stropiți cu sângele eroilor”. În urma acestui vis, ar fi decis edificarea monumentului de pe Caraiman. Legenda a circulat și în perioada comunistă și mai apoi, fără ca cineva să aducă vreo dovadă în acest sens. Efectul acestei legende a dus la atribuirea meritelor de inițiere și construire Reginei Maria. În urma cercetărilor pe care le-a făcut Paul Adrian Cristescu, a reieșit dintr-un articol apărut în Ziarul „Tricolorul” - Bușteni, nr. 21 din 1 ianuarie 1922, că inițiativa a aparținut comunității locale din Bușteni. S-a constatat de asemenea, inexistența vreunui document autentic care să releve legătura dintre acest monument și membrii Casei Regale, Ferdinand I sau Regina Maria. Din mulțimea monumentelor care s-au ridicat în România pentru comemorarea ostașilor români din Primul Război Mondial, monumentul de pe Caraiman este singurul despre care nu există informații detaliate în presa acelor timpuri. Nu s-a putut proba până în anul 2018, nici măcar presupusa zi a sfințirii Crucii Eroilor, 14 septembrie 1928. Nu există nici imagini și nici știri de presă în acest sens. Regina Maria nu a consemnat nimic în însemnările ei despre monumentul de pe Caraiman. Ea a făcut doar mențiuni despre participarea la dezvelirea altor monumente, așa cum a fost și Ultima grenadă de la Bușteni din data de 9 septembrie 1928.
Crucea Eroilor de pe Muntele Caraiman a fost realizată în perioada 1924 - 1928. În puținele informații documentare rămase despre acest monument, se afirmă faptul că structura metalică ar fi fost construită din elementele metalice provenite din demontarea podurilor distruse în Primul Război Mondial. Din cercetările întreprinse, a reieșit cu claritate că traversele structurii metalice nu provin din elemente metalice contorsionate. În urma unei analize aprofundate a relației dintre constructorul monumentului, Direcția de Poduri a C.F.R., și Societatea Anonimă Uzinele de Fier și Domeniile din Reșița (U.D.R.) s-a constatat că în primul deceniu de după terminarea marii conflagrații mondiale, a existat un interes important în reciclarea materialelor feroase rezultate ca urmare a distrugerilor de război. Cum Uzinele Reșița erau singurele în măsură să asigure procesarea fierului vechi, procesare care a avut la bază convenții încheiate cu Direcția de Poduri C.F.R, rezultă că structura metalică a monumentului a fost realizată din fier reciclat, fapt care a redus în mod considerabil cheltuielile de edificare.
Autorul proiectului a fost arhitectul Ludovic Dolinschi, personalitate artistică cvasinecunoscută. Coordonarea și administrarea activității a fost făcută de șeful Direcției de Poduri, inginerul Victor Emanuel Bruckner, inginerii  Teofil Revici și Alfred Pilder, cei care au făcut proiectul de rezistență, inginerii Nicolae Ciocârlan și Rudolf Kutatsch,  inspectorul Iconomu, dirigintele de șantier Nicu Stănescu și V. Bumbulescu. Echipa care a construit efectiv monumentul, a fost compusă din muncitorii ceferiști de la Direcția de Poduri, de la secțiile mecanice de reparații și întreținere L1 și L5 ce făceau parte din Regiunea I - secția VII cu reședința la Sinaia. Acestea făceau parte din departamentul Lc, centralizarea stațiilor, bascule, poduri, și tehnica telegrafului, care și ele compuneau serviciul L, lucrări și întreținere din C.F.R. La toți aceștia li s-au alăturat echipe de voluntari aduși de Societatea „Cultul Eroilor” și mulți alții care au venit din localitățile învecinate.
Tradiția orală spune că la o așa mare mobilizare de forțe a participat și Armata Română cu unitățile Vânătorilor de Munte ale Garnizoanei din Sinaia. Acestea făceau parte din Divizia 1 Vânători de Munte, care avea în componență Brigada 1 Vânători de Munte, Brigada 1 Artilerie de munte, Grupul 2 și Batalionul 1 Vânători de Munte.

## Crucile în spațiul geografic românesc

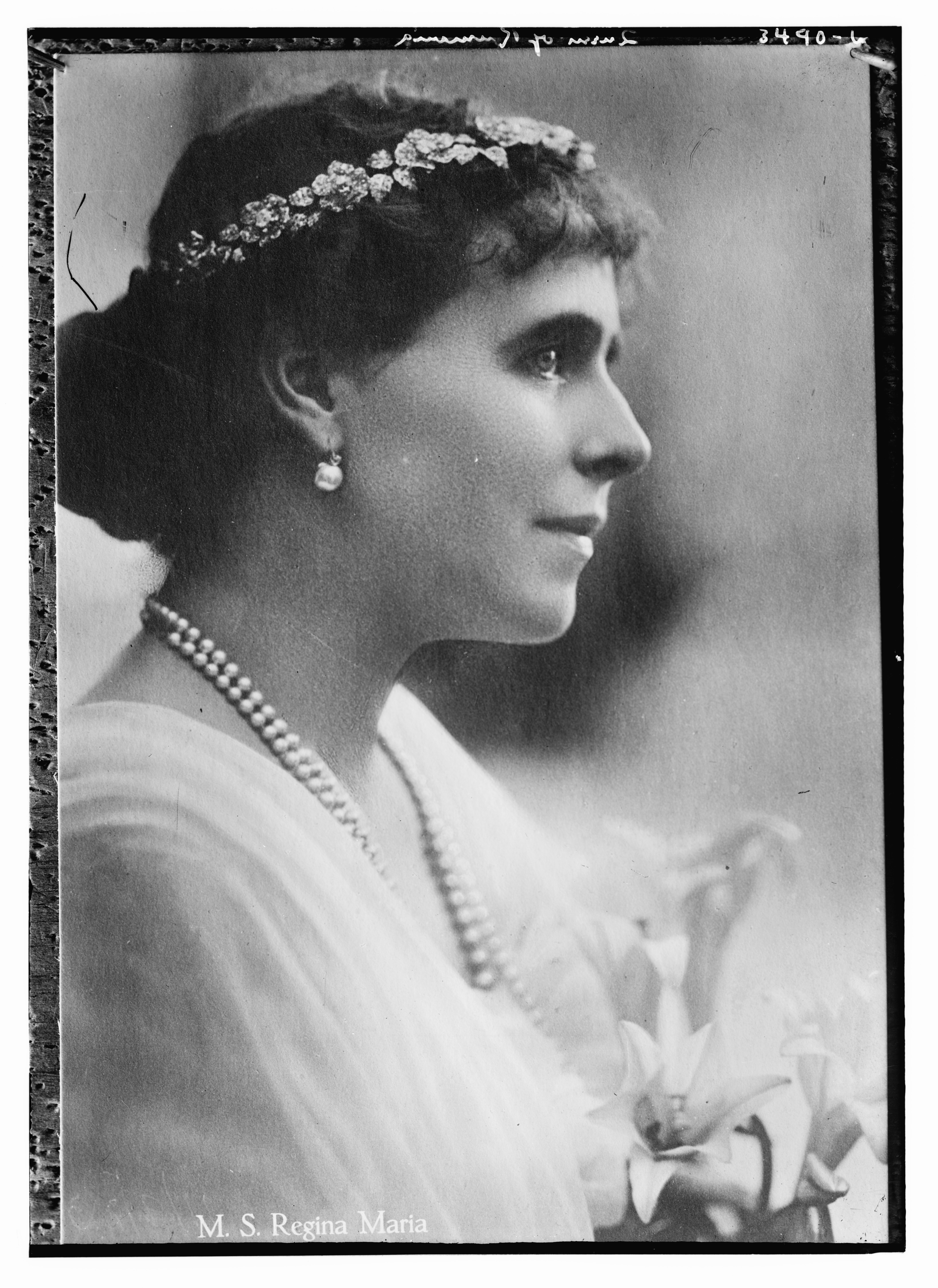
Regina Maria

„... îndeobște ele stau la marginea drumului, uneori în singurătate impunătoare; uneori în grupe; uneori sunt din piatră ciudat săpată; uneori sunt de lemn, crud zugrăvite de figuri de sfinți arhaici. Fără îndoială aceste pioase monumente au fost înălțate ca să însemne locurile unde s-a petrecut ceva: poate moartea vreunui erou sau numai omorul unui singuratec călător care nu era menit să ajungă la capătul drumului său. De cele mai multe ori stau lângă puțuri, purtând numele acelora cari, gândindu-se la drumeții setoși, au ridicat aceste mijloace de adăpat în locuri depărtate. Ciudate la făptură, ele atrag ochiul de departe; țăranul își descoperă fruntea înaintea lor, șoptind o rugăciune pentru morți. La răscruci, am dat uneori peste dânsele strânse câte zece supt un coperiș; când se află în așa de mare număr, sunt cioplite din lemn. Formele și mărimea lor sunt felurite: unele sunt grozav de zdravene, acoperite original cu șindilă; adesea desenul lor e încurcat, și mai multe cruci, ieșind una din alta, fac o alcătuire curioasă, zugrăvită peste tot cu colorile cele mai tari, pe carele soarele și ploaia răpede le îndulcesc spre o plăcută armonie. Ocrotite de tovarășele lor mai mari, multe cruciulițe se grămădesc alături: cruci rotunde și cruci pătrate, cruci care sunt supțirele și drepte, cruci care par a se pleca smerit spre pământ... Pe drumuri singuratece aceste dovezi rustice de credință au un farmec ciudat. Te miri ce dorinți s-au ridicat când ele au fost puse acolo de mâni evlavioase și de inimi care credeau... Dar, mai presus de toate, crucile de piatră săpată mă ispitesc. Le-am descoperit în tot felul de locuri: unele sunt de o rară frumuseță, acoperite cu inscripții care șerpuiesc în minunate desenuri. Am dat de ele pe câmpii pustii, pe margeni de drumuri prăfoase, la capătul pădurilor întunecate, pe singuratece cline de munte. Le-am aflat pe ape pierdute lângă Mare, unde porumbeii valurilor se rotiau în jurul lor, desmierdându-le ușor cu vârful aripilor. Multe leghi de cale am călărit ca să am alt punct de vedere asupra acestor simbole misterioase, pentru că ele-mi umplu sufletul totdeauna cu o puternică dorință de liniște; ele sunt așa de solemn impresionante, așa de tăcute, așa de liniștite.... Una mai ales mi-a fost scumpă inimii. Stătea singură singurică într-o singurătate demnă, pe un câmp gol, privind amenințător la un smoc de scai cari-și suciau tulpinele spinoase în umbra brațelor ei. Nu-i știam povestea, nici de ce păzia la un loc așa de singuratec; pare că fusese acolo de la însuși faptul vremii.. Obosită de zădarnica veghere, se apleca ușor într-o parte, și în amurg umbra-i sămăna straniu cu umbra unui om...”
----- Regina Maria a României - „Țara Mea”, Editura „Neamul Românesc”, Iași, 1917, pag. 29-31

### Crucea în satul românesc tradițional
În România se regăsesc o mulțime de ctitorii de o mare spiritualitate autentică. Între toate acestea, crucile sunt cele mai caracteristice pentru satele tradiționale și ca atare sunt și cele mai obișnuite. Dacă bisericile și mănăstirile, îndeobște cele mai vechi, au o legătură cu numele unor boieri sau voievozi, crucile reprezintă o expresie a vieții anonime ce se desfășoară în lumea satelor. Se văd cu ochiul liber, pe mai toate drumurile, și emană o operă de credință și artă românească.

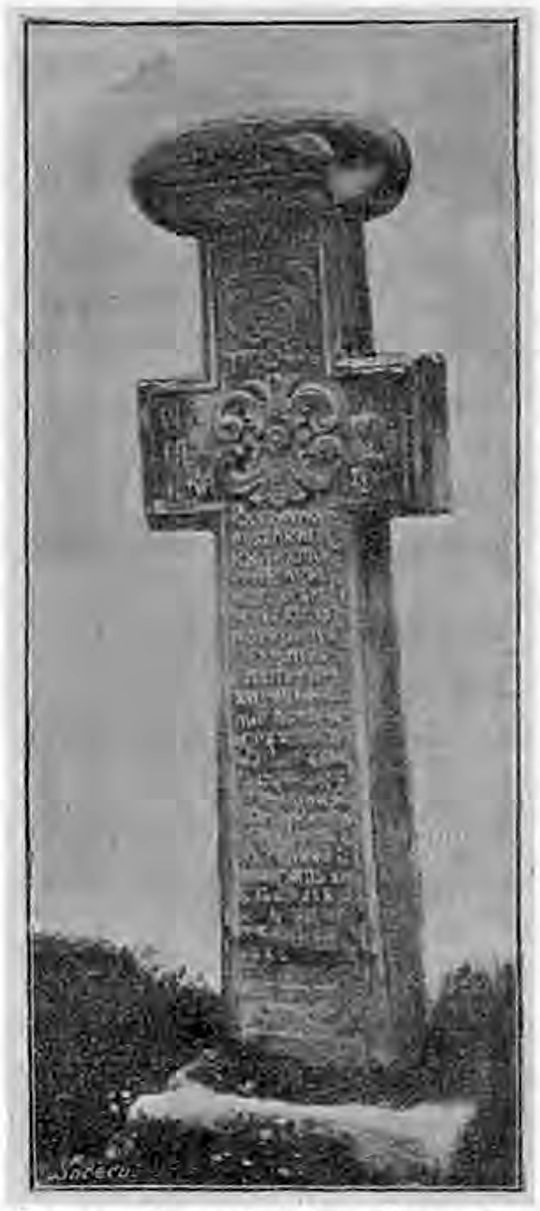
Cruce de piatră din anul 1779, din Târgu-Jiu

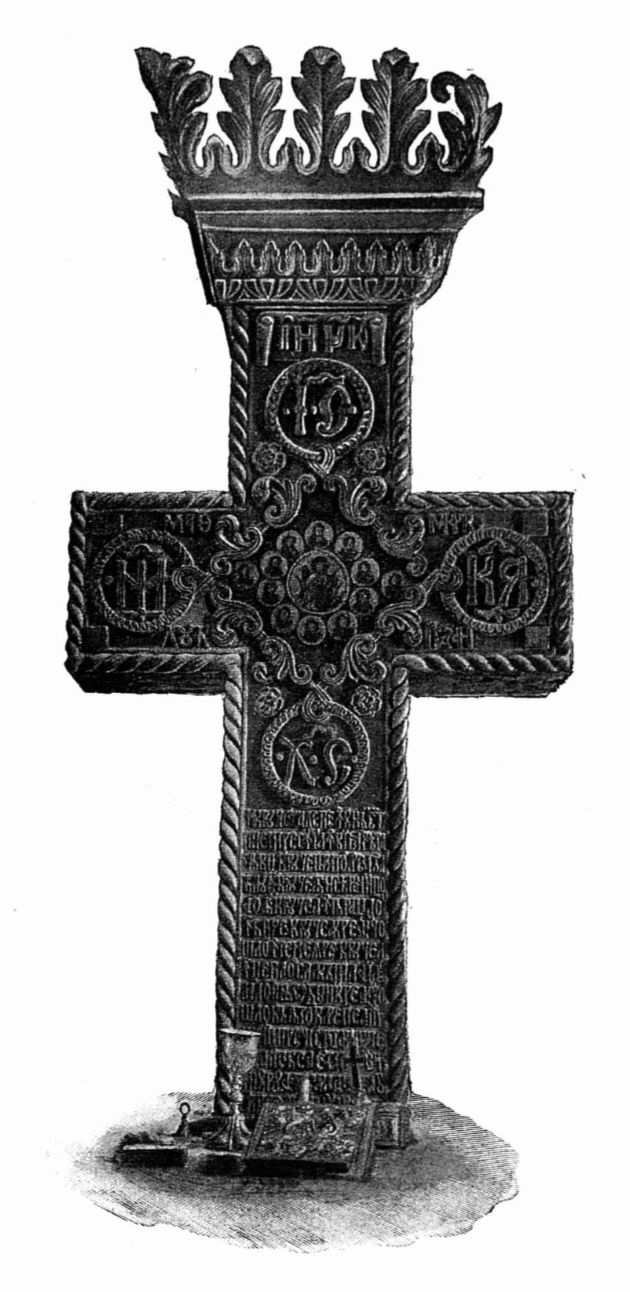
Crucea serdarului Mogoș din București (1719)

Poți vedea cruci și pe marile întinsuri ale câmpiilor de șes, la orizonturi larg deschise, dar și pe multe drumeaguri ale căilor de munte. În aceste locuri, nu mai există vreo așezare omenească, biserica voievodală nu mai apare în măreția ei și acolo unde drumețul pășește, acolo apare și câte o cruce creștină. Le vezi adesea pe vreun deal sau o înălțime de munte, acolo unde țăranul a așezat-o ca să-i fie semn sau îndreptar, ca și o măsură a drumului sau sprijin al singurătății sau urâtului. Așa cum a afirmat Ernest Bernea, crucea este elementul care leagă satele și dă drumurilor o atmosferă de umanitate și de liniște.
Crucile sunt așezate la intersecția drumurilor, la fântâni și la hotare. Foarte rar apar de-a lungul șoselelor, atunci având un rost legat de o anume întâmplare. Atunci când le găsești la fântâni sau hotare, totul pare a fi legat și de popas, pentru că în timpul cărăușiilor, țăranul român avea locuri de odihnă și ospătare. Când crucea apare la întâmplare pe o margine de drum, înseamnă că prin ea s-a dorit păstrarea unei amintirii vii, a decesului cuiva acolo. Poate fi și datorită unei întâmplări istorice, ca popasul unui voievod într-un timp de grea cumpănă.
Crucile de pe drumurile din România se deosebesc mai întâi după materialul din care au fost confecționate: din piatră sau din lemn. Ultimele se regăsesc, cel mai adesea, pe la munte și au încrustații din cele mai variate. Cele mai rare sunt cele mai simple, făcute din trunchiuri de copaci netezite pe două dintre laturi.  Semnul crucii este săpat direct în trunchiul de lemn. După cum se știe, în satul Vad din Țara Făgărașului există o astfel de cruce monumentală. Există cruci din două lemne încrucișate așa cum sunt cele din Balș, județul Olt. Acestea au cele două brațe acoperite cu două scânduri, similar aripilor, ce au rol de protecție la ploaie. Alături de cruci se găsesc în mod uzual și icoane. A treia categorie de cruci din lemn sunt cele sprijinite pe un singur picior, rar pe două, care au acoperișuri similare caselor. Acestea sunt binecunoscutele troițe, răspândite pe aiurea, mai ales pe la mănăstirile din Vâlcea, din Oltenia, Argeș și până în Mehedinți.
Crucile din piatră sunt de două feluri: simple și sculptate. Cele simple sunt cel mai răspândite în Ardeal și au ca o caracteristică, linia întretăiată. Cele vechi au fost cioplite în piatră dură și sunt aspre, cele noi sunt șlefuite dar mai puțin rezistente. Cele sculptate apar mai des pe la ctitorii domnești sau mănăstiri și mai rar pe aiurea, pe drumuri obișnuite. Unele sunt adevărate valori artistice, așa cum sunt cele de la Gura Sărății, din Buzău, sau Ungureni, din Prahova. Alteori crucea are o dantelărie sculptată foarte fin, ca cea de la Trei Ierarhi sau de la Curtea de Argeș.
Crucile aflate pe drumurile României sau la marginea satelor, în opinia și crezul lui Ernest Bernea, sunt ctitorii, deoarece dacă țăranul român nu a putut ridica el singur o biserică, a ridicat o cruce.

### Cruci și clasificări naționale și internaționale
În anul 2018, Crucea de pe Caraiman ocupă locul al doilea din România, în funcție de dimensiunea la care a fost realizată.
Primele șapte, cele mai mari cruci monumentale care s-au ridicat în România, sunt următoarele:
1. Crucea Trinitas de pe Dealul Păun cu o înălțime de 40 metri, este cea mai mare cruce monumentală din România,[7] aflată la o altitudine de 407 metri;[8]
2. Crucea Eroilor Neamului de pe Caraiman cu o înălțime de 39,3 metri și este plasată la altitudinea de 2291 metri. Este cea mai mare cruce monumentală aflată la cea mai mare altitudine de pe Terra. Ea a fost declarată de Guinness Book drept „... cea mai înaltă cruce metalică din lume amplasată pe un vârf montan” în anul 2014;[9]
3. Crucea din Pasul Tihuța cu o înălțime de 31 metri, din care 25 de metri este structura metalică și șase, soclul de beton. Ea a fost ridicată pe cel mai înalt pisc al Pasului Tihuța la altitudinea de 1227 metri;[10]
4. Crucea Eroilor de pe Dealul Perchiu cu o înălțime de 30 de metri la o altitudine de 398 m, soclu de beton;[11]
5. Crucea Eroilor de pe Muntele Mic cu o înălțime de 27 metri la o altitudine de 1670 metri;[12]
6. Crucea Eroilor de pe Dealul lui In cu o înălțime de 22 metri la o altitudine de 1000 metri;[13]
7. Crucea Eroilor de pe Muntele Straja cu o înălțime de 18,6 metri la o altitudine de 1485 metri;[14]

Cele mai mari cruci aflate pe teritoriul României
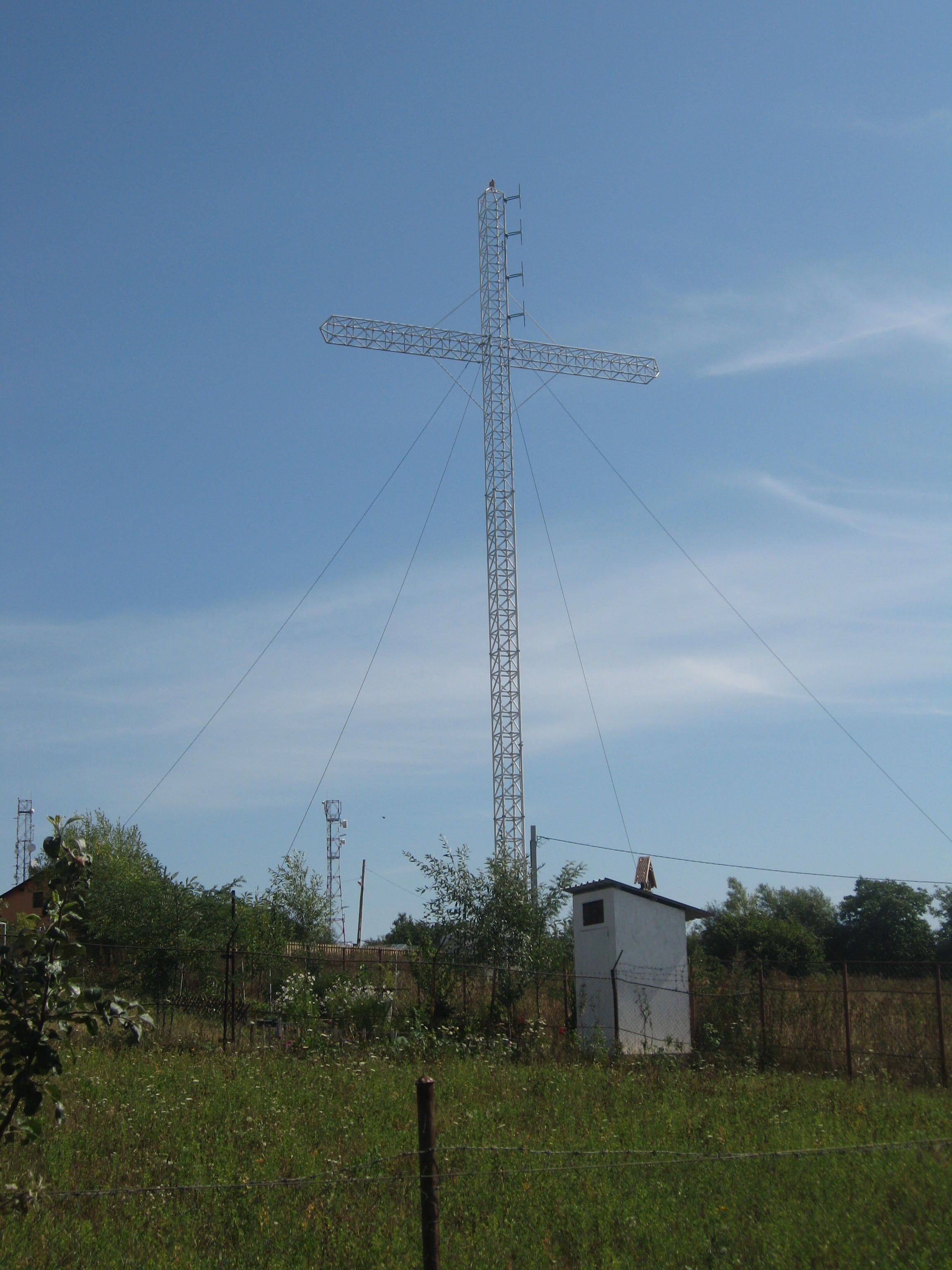
Crucea Trinitas de pe Dealul Păun
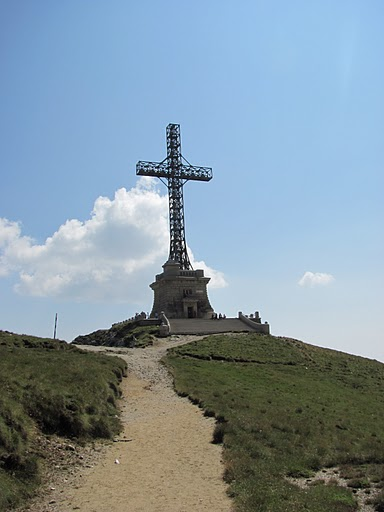
Crucea Eroilor Neamului de pe Caraiman
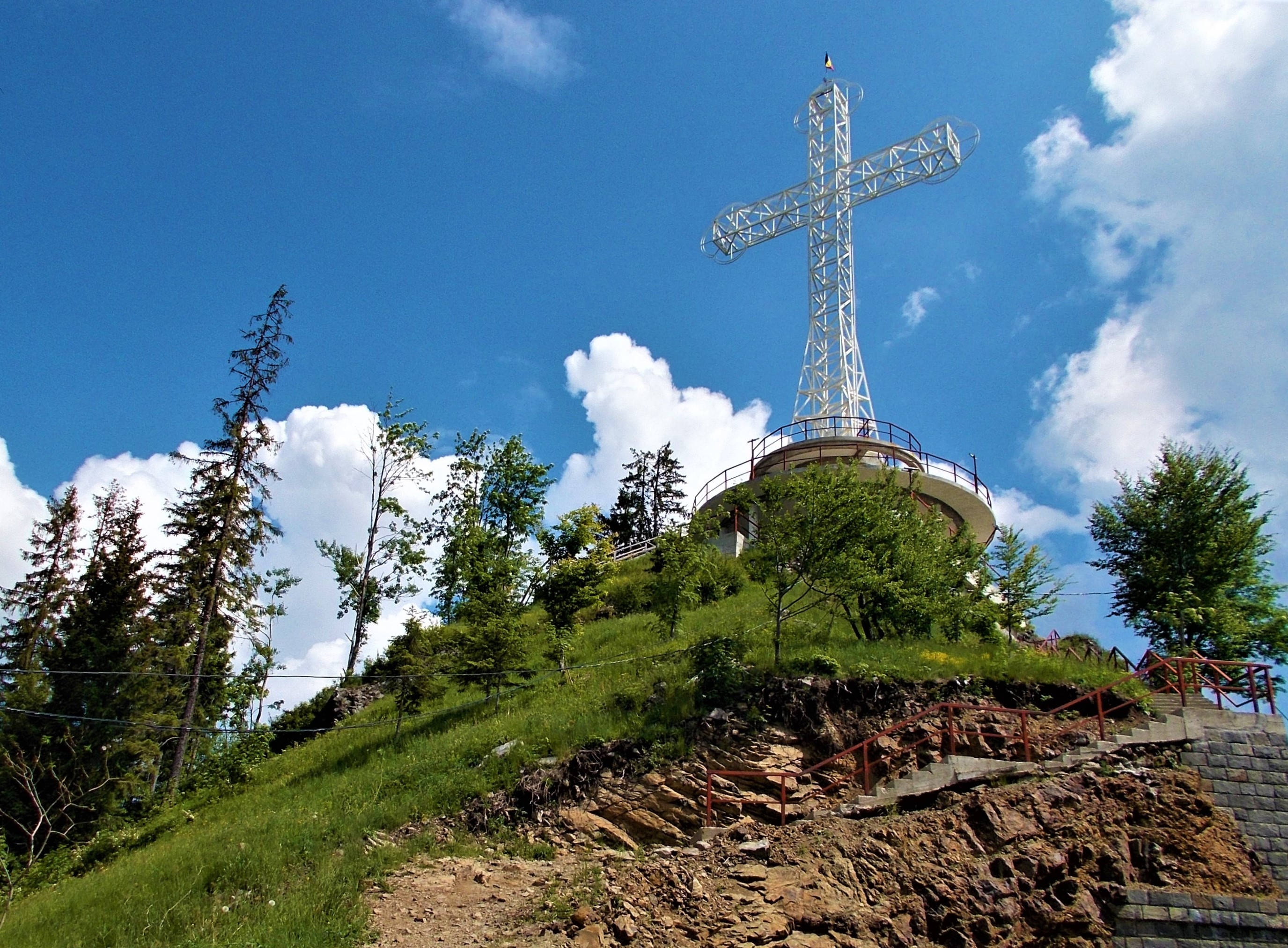
Crucea din Pasul Tihuța
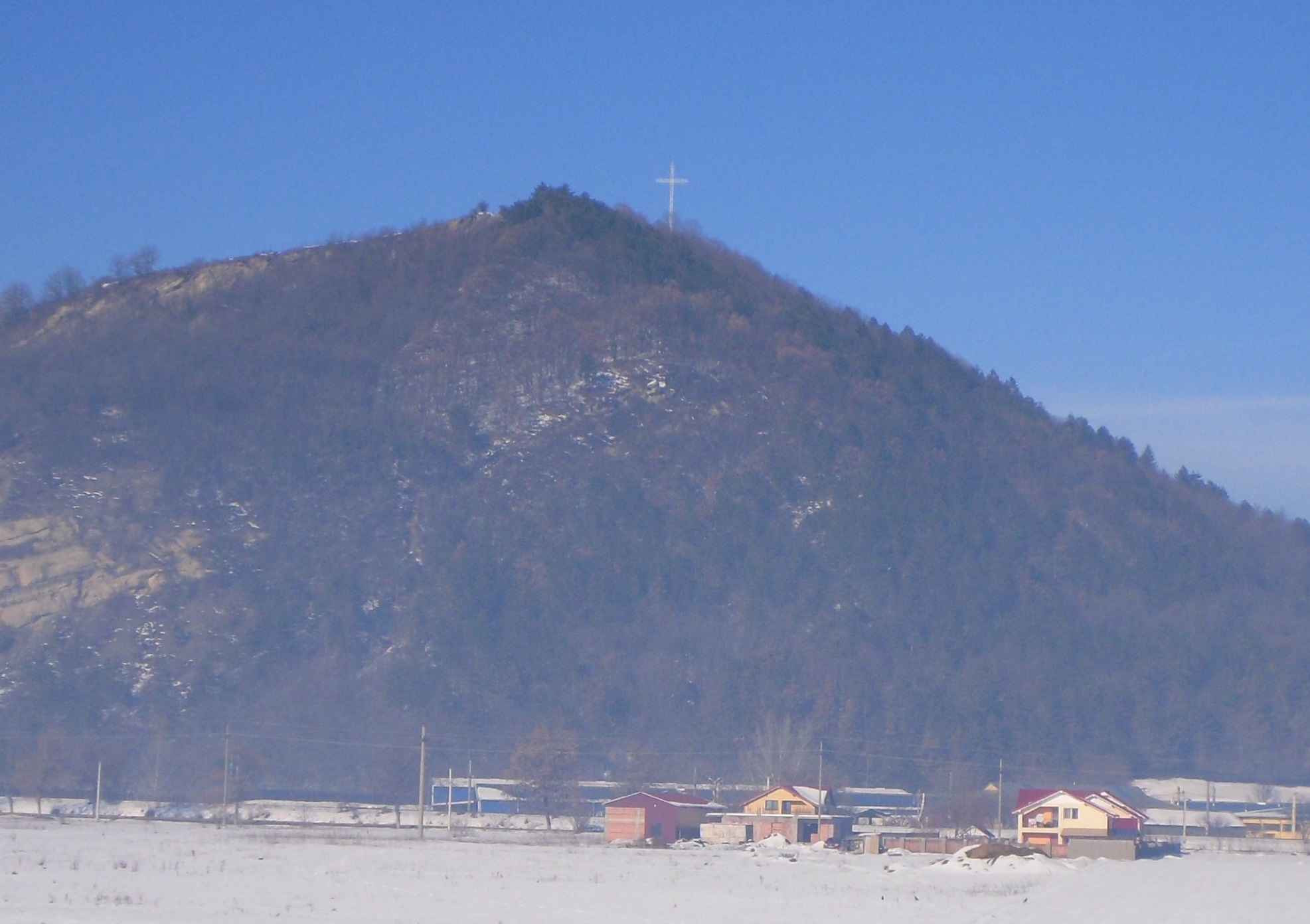
Crucea Eroilor de pe Dealul Perchiu
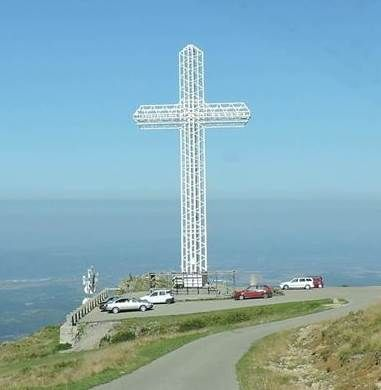
Crucea Eroilor de pe Muntele Mic
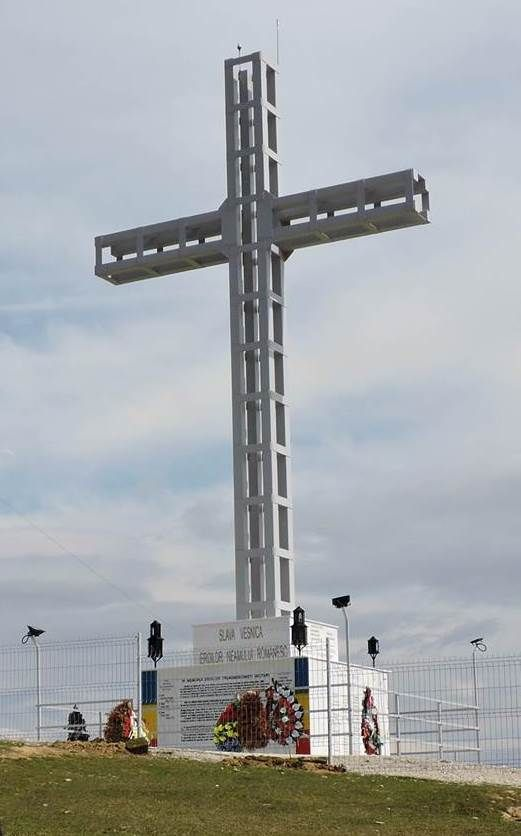
Crucea Eroilor de pe Dealul lui In
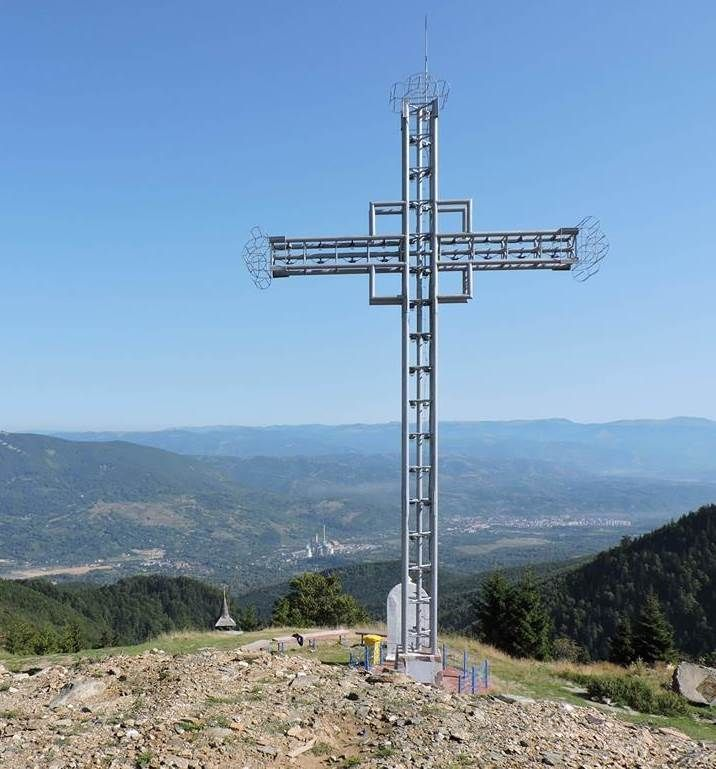
Crucea Eroilor de pe Muntele Straja

În data de 14 august 2013, Guinness World Records a emis certificatul pentru Crucea Eroilor de pe Muntele Caraiman ca fiind „cea mai înaltă cruce din lume amplasată pe un vârf montan”. Confirmarea recordului s-a făcut de abia după un an de zile, timp în care s-au așteptat contestații conform cu regulamentul organizației. Acest fapt s-a datorat d-lui Alexandru Dan Bartoc, fiu al unuia dintre muncitorii care au participat la ridicarea monumentului, cel care a adunat toate informațiile de care era nevoie pentru omologarea recordului. Certificatul conține următorul text tradus în limba română:
„Cea mai mare cruce este de 39,5 metri înălțime (129 picioare și 7 inci) cruce care stă la altitudinea de 2.291 m (7.516 picioare) sus pe Muntele Caraiman din Munții Bucegi ai Carpaților de Sud ai României. Înălțimea include soclul de beton, înalt de 8 m (26 de picioare și 2 inci) placat cu piatră pe care stă crucea. Cunoscută ca și Crucea Eroilor sau Crucea Caraiman, a fost construită între anii 1926 și 1928 în onoarea morților din Primul Război Mondial.”
----- Traducere după Guinness World Records
Guinness World Records a mai postat, pe site-ul său de internet, un text (traducere): „Realizarea a fost verificată la 14 august 2013. O cruce de vârf este o cruce ridicată pe sau lângă vârful unui munte. Există cruci mai mari în lume, și crucile de vârf sunt la altitudini mai mari, dar Crucea Caraiman este cea mai mare astfel de cruce la mare altitudine.”
Ca urmare a demersului său, Alexandru Dan Bartoc a fost declarat de Primăria Bușteni prin Hotărârea Consiliului Local nr. 163/29.08.2014, „Cetățean de onoare al orașului Bușteni”. Titlul i-a fost oferit pe 7 ianuarie 2015 de Emanoil Savin, primar al orașului. Dan Bartoc a înființat și o organizație intitulată „Fundația Culturală Bartoc” unde îndeplinește funcția de președinte. În anul 2015, Paul Adrian Cristescu i-a luat un interviu pe care l-a publicat într-o revistă din Curtea de Argeș. În acest interviu, Bartoc a povestit despre întreaga epopeee prin care a trecut pentru a obține certificatul de record de la Guinness World Records și despre inițiativa sa pentru obținerea fondurilor necesare restaurării monumentului.

## Eroii de pe Valea Prahovei din Primul Război Mondial

### Bătălia de pe Valea Prahovei - Predeal
România a declarat război Austro-Ungariei în data de 14/27 august 1916. Ca urmare, și-a poziționat trupele de-a lungul arcului carpatic de la Orșova până la Vatra Dornei, pe o distanță totală de circa 950 km, dorind să forțeze intrarea în Transilvania, simultan prin cele 18 trecători. Până la sfârșitul lunii august, toate trecătorile au fost ocupate și circa o treime din Transilvania a fost eliberată, trupele austro-ungare opunând o rezistentă foarte slabă. În ziua de 1 septembrie 1916, Bulgaria a declarat război României. În consecință, împreună cu trupele germane, Bulgaria a atacat Dobrogea și trupele au trecut Dunărea pe la Zimnicea. Astfel stând lucrurile, armata română trebuia să facă față la două fronturi de luptă și ca urmare a dispus retragerea trupelor din Transilvania și a organizat punctele defensive de apărare ale trecătorilor cucerite.
Ofensiva inamică asupra trecătorilor s-a desfășurat în două etape. Prima a avut loc în perioada 26 septembrie / 9 octombrie - 15 / 28 octombrie 1916, când s-a încercat cucerirea trecătorilor. A doua etapă, între 15/28 octombrie și 13/26 noiembrie 1916, în care a avut loc ofensiva inamică asupra trecătorilor aflate în Carpații de Curbură și Meridionali. Una dintre ținte a fost Culoarul Rucăr-Bran și Pasul Predeal, trecători care prin cucerire facilitau accesul rapid către București. Trecătoarea de la Predeal a revenit Armatei a II-a Română, condusă de generalul de divizie Alexandru Averescu. Chiar el a spus că „... Am asistat la duelul de artilerie de la Piatra Arsă. Priveliște impunătoare. Seara am fost din nou la Poiana Țapului, unde este postul de comandă, sub traiectoria tunurilor noastre; desigur și sub a inamicului.” Acesta și-a fixat cartierul general la Poiana Țapului, la o distanță de 22 de kilometri de Predeal. Averescu avea misiunea de a apăra axa principală a trecătorilor Bran - Predeal - Bratocea - Buzău. Timp de 43 de zile, din 9 octombrie și până în 25 noiembrie, Predealul a fost bombardat zi și noapte.
În data de 9 octombrie, trupele române au ocupat defileul Timiș. Cele trei linii de apărare de la Timiș au vizat versanții nordici: Divizia 10 Infanterie la dreapta, Divizia 21 Infanterie la stânga, Divizia 3 Infanterie la Pasul Predeluș, între Predeal, Muntele Susai și Velicanul. Divizia 22 Infanterie a ocupat pozițiile dintre Muntele Strâmbu și vama Strunga. Ulterior au intrat în luptă și Divizia 4 Infanterie, Divizia 12 Infanterie și Divizia 16 Infanterie. Superioritatea inamicului s-a evidențiat încă de la primele lupte, acesta înaintând zi de zi fiind ajutat de artileria grea. Trupele române nu au avut o forță de ripostă eficientă, ele limitându-se la a specula avantajele pe care le aveau datorită reliefului accidentat care îngreuna înaintarea inamicului.
Rezultatul primei lupte a fost un eșec pentru trupele române, fapt care a dus la retragerea lor pe vechea graniță. În acest moment s-a constituit Grupul „Predeal” ce era format din diviziile 10 și 21, care curprindeau 18 baterii de artilerie și 23 de batalioane de infanterie. Grupul trebuia să apere granița pe o lungime a lanțului muntos de 15 kilometri, între Vârful Velicanul și Muntele Susai. Efectivul trupelor era format din peste 10000 de soldați ce erau dislocați pe o lungime desfășurată a frontului de circa 28 de kilometri. Divizia 10 Infanterie ocupa sectorul dintre Piatra Arsă și Vârful Râșnoavei, ea fiind formată din soldați vlăsceni și dobrogeni. Divizia 21 Infanterie se afla pe crestele de munte din jurul Predealului, ea fiind formată din soldați recrutați din Dâmbovița, Ilfov și București. Din această cauză, soldații Diviziei 21 au întâmpinat dificultăți de acomodare la relief, ei urcând pe munte pentru prima oară în viață.
Armata germană, dispunând de o dotare tehnică avansată, era superioară celei române la toate capitolele. Ea era pregătită de luptă indiferent de condițiile de vreme și de teren. Pe lângă toate acestea, avea superioritate logistică și numerică. Inamicul a desfășurat atacuri simultane susținute de artileria formată din obuziere, tunuri, mitraliere și mortiere. Replica română, era una palidă, riposta fiind anemică prin folosirea unui armament învechit. Cu toate acestea, trupele române au rezistat și au blocat înaintarea inamicului prin atacuri de noapte și de hărțuire.
După 17 zile de lupte neîntrerupte, inamicul a ajuns la mică distanță de Predeal, undeva la mijlocul trecătorii. Aici s-au dat timp de 12 zile cele mai puternice lupte. În acel an, Predealul avea o populație de circa 1700 de locuitori și localitatea se întindea pe o distanță de șase kilometri. Predealul era un punct strategic important și a fost înconjurat de armata română cu mai multe aliniamente de tranșee, prevăzute cu puncte de comandă din pământ sau lemn, cu adăposturi și aplasamente pentru mitraliere și tunuri. Aici, în acest sector, s-a dus cea mai dură confruntare dintre trupele combatante, la care și-a adus aportul, inclusiv, populația civilă a Predealului. Asaltul a început în ziua de 12 octombrie 1916, el fiind declanșat de un inamic dezlănțuit, din toate direcțiile cu bombardamente masive făcute de bateriile de mortiere și de artilerie. Reduta românească a fost apărată de Divizia 21 Infanterie, Regimentul 61 Infanterie, Brigada 34, Regimentul 10 Vânători de Munte, Regimentul 6 Vânători de Munte, ceferiști și populație civilă care s-a refugiat din calea luptelor.
În luptele din sudul Predealului au supraviețuit doar 273 de soldați din cei 4000 care formau Regimentul 61 Infanterie. Pentru transportul munițiilor și ajutorarea răniților, armatei române i s-a alăturat o parte a populației localnice. Către finalul confruntării, civilii și militarii s-au baricadat în clădirea gării. Muntele Susaiul din estul localității a fost cucerit de inamic și în ziua de 23 octombrie 1916, Predealul era complet distrus. Clădirea gării a fost ultima redută în care au murit cu toții până la ultimul om.

### Continuarea luptelor - Azuga, Bușteni
Din cauza presiunii majore pe care inamicul o efectua din toate direcțiile, Grupul „Predeal” s-a regrupat și a continuat apărarea trecătorii în două sectoare:
- Sectorul de est - era format din Divizia 4 Infanterie și Divizia 21 Infanterie plasate la est de râul Prahova, adică două batalioane din Regimentul 4 Infanterie și Regimentul 46 Infanterie cu Vârful Unghia Mică și Vârful Unghia Mare, Regimentul 21 Infanterie pe Clăbucetul Azuga, Regimentului Feldioara revenindu-i Clăbucetul Taurului.[29]
- Sectorul de vest - format din trupele Brigăzii 20 Infanterie din cadrul Diviziei 10 Infanterie la vest de râul Prahova, adică Regimentului 33 Infanterie i-a revenit aliniamentul de pe Clăbucetul Taurului și Vârful Clește, iar Regimentul 73 Infanterie pe tot restul frontului.[29]

Pe acest nou aliniament s-au purtat lupte în perioada 14/27 octombrie - 12/25 noiembrie 1916. Confruntarea a fost la fel de intensă în condițiile în care inamicul a fost susținut de artilerie. A ocupat cursul superior al pârâului Azuga, a înaintat până la Valea Cerbului ocupând ultima linie de apărare care se întindea peste Valea Prahovei, între Muntele Sorica, Azuga și Bușteni.
Divizia 16 Infanterie, aflându-se pe crestele munților Caraiman și Coștila, a recurs la o soluție de intimidare a trupelor inamice și a urcat la peste 2300 m, cu caii și cu frânghiile, o baterie de tunuri cu calibrul de 53 mm. Tunurile au fost dezasamblate pentru a putea fi transportate. Gurile de foc astfel aduse pe vârful munților, aveau o replică anemică deoarece nu aveau precizie și raza de bătaie era una prea mică, doar de 7 km distanță. În ziua de 27 octombrie, luptele au ajuns la Muntele Coștila și în Poiana Țapului, Sinaia și Bușteni cădeau proiectile. În data de 1 noiembrie luptele au devenit dramatice la Azuga pe Muntele Sorica aflat sub presiunea puternică a trupelor germane. Din spusele istoricului Constantin Kirițescu rezultă că bătăliile trebuiau duse și cu iarna care se instala, cu zăpada care acoperea trașeele și cu viscolul. Cum inamicul nu putea trece de Azuga, românii au montat două tunuri lungi pe vagoane remorcate de locomotive, adăpostite în tunelul de la Bușteni. De acolo ieșeau, ocheau, trăgeau și reintrau în tunel. În acest mod ele nu puteau fi reperate de avioane. Ca urmare, artileria germană a bombardat și a distrus complet cartierul din jurul Fabricii de Hârtie ce avea un coș înalt pe care-l luau ca reper. Pe de altă parte, înălțimile din estul Văii Prahova, au fost foarte bine apărate și nu au permis inamicului să înainteze sau să învăluie aripa. Trupele române au suferit grele pierderi omenești, împuținându-se din cauza artileriei, frigului, oboselii și altor suferințe. Efectivele Diviziei a 16-a au fost aduse pentru a suplini pierderile grele suferite de Divizia a 4-a și a 10-a.

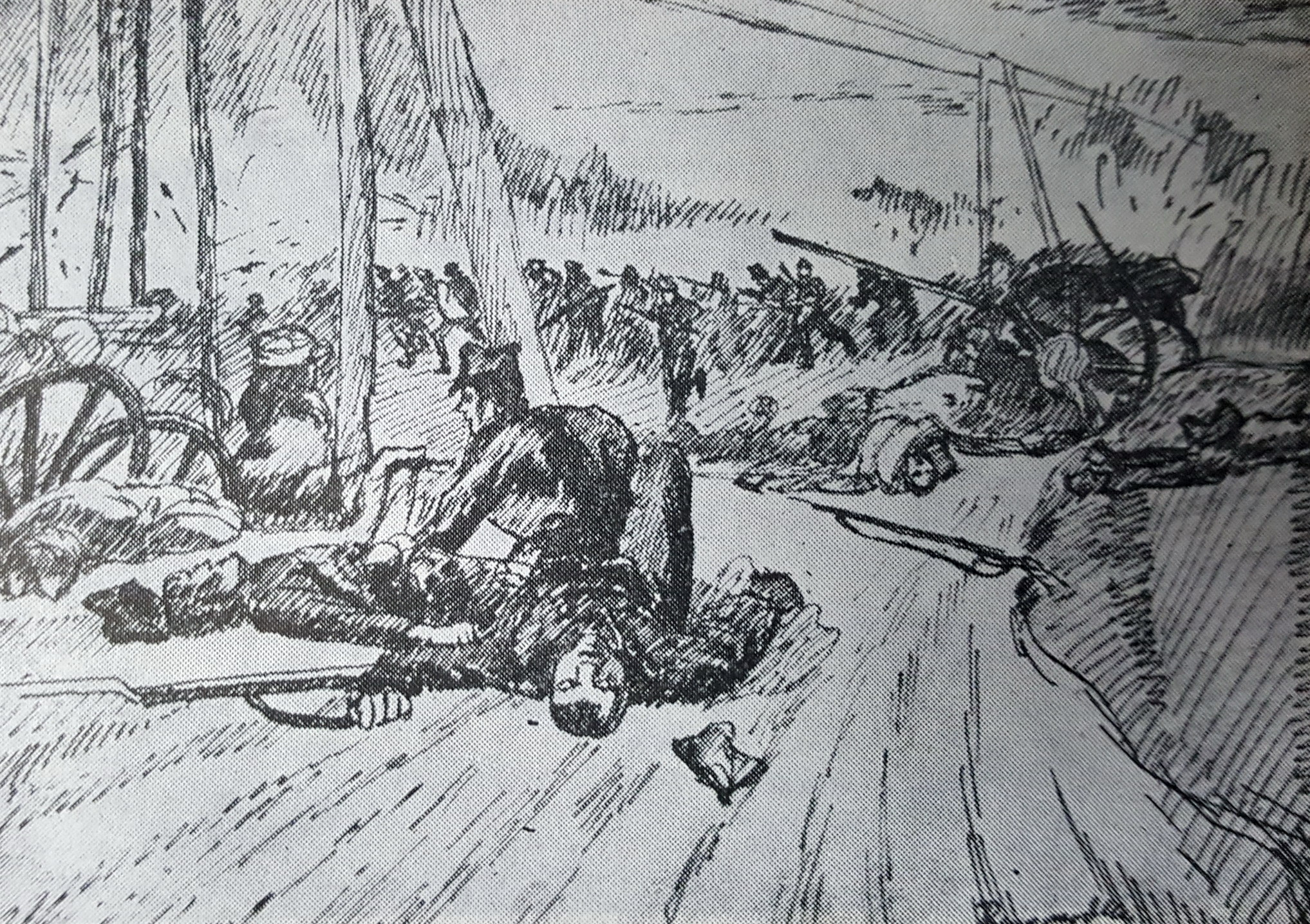
Luptele de la Azuga (desen de Iosif Burghart)

Grupul „Predeal” a pornit o ofensivă în ziua de 8 noiembrie în zona Poienei Coștila, Clăbucetului și Văii Cerbului, inamicul fiind pe Vârful Omu își mărise zona de stăpânire până în capul Văii Cerbului. S-a întărit Divizia a 10-a cu efective din Divizia 14 Infanterie care venise din Sinaia pe coastele Munților Jepi, noaptea. Ea a evitat astfel șoseaua pe care o vedea inamicul perfect de la Clăbucet. Executând barajuri de artilerie nimicitoare în 9 și 10 noiembrie, ziua și noaptea, inamicul a adus dezordine în trupele române, demoralizând infanteriștii. Ca urmare, a început contraofensiva inamicului care a respins infanteriștii Regimentului 55 și a străpuns poziția Regimentului Feldioara. Degeaba au alergat rezervele să astupe spărturile în defensivă, mijloacele trupelor românești fiind prea slabe pentru a asigura o acțiune directă. Astfel, Divizia a 10-a a fost retrasă de pe front. În locul ei a intrat Divizia 21 Infanterie care fusese scoasă din luptă ca urmare a înfrângerii de la Predeal, fiind primenită cu efective la Băicoi. Divizia a fost trimisă la trecătoarea Predeluș, între Bratocea și Predeal.
Cei doi adversari s-au luptat toată luna noiembrie, au existat atacuri, au existat contraatacuri, dar nu s-a mai făcut nicio schimbare esențială în aliniamentele pe care le ocupau. Ca și românii, germanii au suferit pierderi importante, epuizați fiind și-au retras Divizia a 187-a de Infanterie la Brașov, pe  poziții nu a mai rămas decât Divizia 51 austro-ungară, menirea ei fiind hărțuirea trupelor române. Concluzia a fost că ofensiva pe care au dorit-o hotărâtoare, dată de germani în ziua de 28 noiembrie 1916 pentru a străpunge trecătorile Carpaților, nu a reușit pe Valea Prahovei. Trecătoarea a fost evacuată în mod voluntar de români la începutul lui decembrie sub presiunea altor evenimente. În luptele care s-au purtat la Predeal, Azuga, Bușteni, ca și pe crestele munților, și-au pierdut viața circa 30.000 de soldați români.

### Urmările retragerii

#### Distrugerea căilor de comunicații
Evoluția imprevizibilă a confruntării armate de la Predeal a presupus, ca și în alte linii de front din Regat, luarea unor decizii privind momentul unei eventuale retrageri a armatei din sectoarele de conflict. Astfel, s-a luat în considerare distrugerea căilor de comunicații, șosele, poduri, căi ferate, în vederea încetinirii înaintării inamicului, mai ales că era previzibilă o încetare a luptelor o dată cu venirea iernii. Ca urmare, la Predeal, s-a dat ordinul de pregătire și de minare a tuturor obiectivelor strategice și căilor de transport din Pasul Predeal și din zonele din imediata apropiere. A fost o acțiune de mare anvergură executată de Compania a II-a Pionieri subordonată Grupului Prahova. Compania era coordonată de generalii Emanoil Manolescu Mladian și Constantin Anastasiade din cadrul Corpului 3 Armată.
Conform unei adrese dată de Biroul II al Comunicațiilor din ziua de 14 octombrie 1916 către Armata II Operațiuni, semnată de șeful Corpului II, maior Florescu, se menționează că s-au executat și pregătit lucrări de pregătire a distrugerii căii ferate pe 700 m între Azuga și Bușteni, similar și pentru podul de cale ferată Azuga - Bușteni și pentru tunelul Bușteni. Tunelul a fost minat cu 800 kg de dinamită de Compania a III-a de căi ferate cu sediul la Sinaia. Prin ordinul nr. 3470 al Serviciului de Stat Major al Armatei a II-a privind distrugerile ce vor fi făcute pe Valea Prahovei s-a dat dispoziția nr. 1787 din 7 noiembrie 1916 prin care trebuia să se pregătească distrugerea căilor ferate pe o lungime de 30 - 35 km de la frontieră, precum și distrugerea tuturor podurilor și tunelurilor. Ordinul a fost dat de generalul Dumitru Iliescu care era Șeful Statului Major General.
În ziua de 24 noiembrie 1916, generalul E. M. Mladian a dat un raport adresat Biroului Comunicațiilor Armatei a II-a prin care a informat despre distrugerile efectuate pe Valea Prahovei conform cu ordinul nr. 5786 din 8 noiembrie 1916. S-a distrus tunelul dintre Azuga și Bușteni, calea ferată dintre Bușteni și Sinaia, Funicularul Fabricii de Hârtie Bușteni. Între Comarnic și Sinaia s-au scos traversele, unele au fost incediate, altele au fost aruncate în râul Prahova. În stațiile de cale ferată s-au distrus castelele de apă, s-au distrus telegrafele și toate aparatele, macazurile și coloanele hidraulice. Peste tot în Valea Prahovei s-a executat acest ordin, inclusiv centralele telefonice și de telegraf. Cele două tunele dintre Comarnic și Sinaia au fost dinamitate, s-au distrus nouă poduri, total sau parțial s-au dinamitat podețele.

#### Distrugerea instalațiilor industriale petroliere

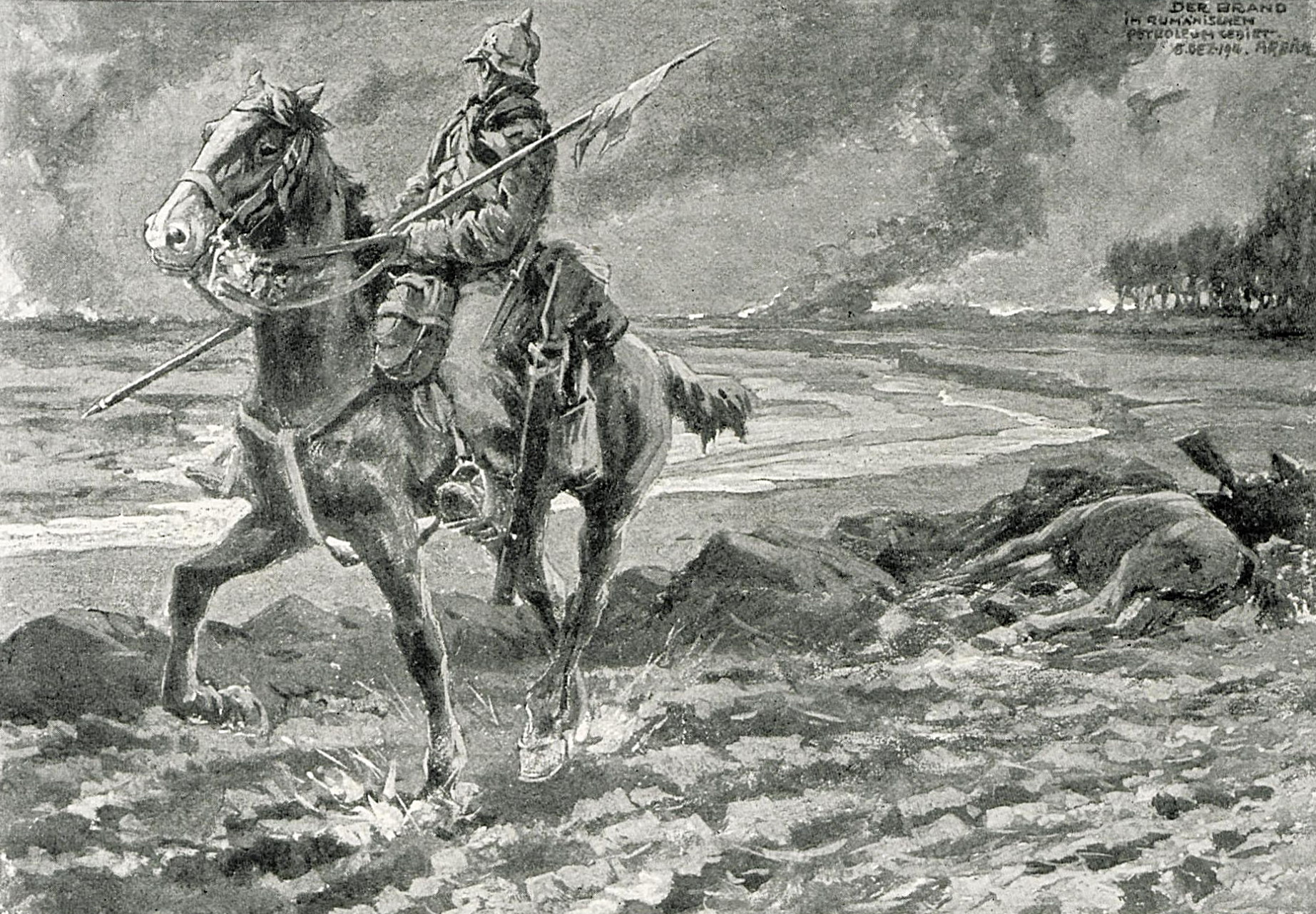
Puțuri petroliere arzând pe valea Prahovei – desen de Albert Reich.

În ziua de 4 decembrie 1916 s-a trecut la retragerea generală spre Moldova. Ca urmare a cererii guvernului englez, pe Valea Prahovei și în zonele petroliere învecinate care aveau în dotare rezervoare de țiței, sonde petroliere și rafinării, toate au fost incendiate și distruse. Conducătorul acestor operațiuni a fost colonelul englez John Norton-Griffiths.
Pe toată Valea Ialomiței, Valea Teleajenului până la Valea Buzăului și Valea Prahovei, a fost o mare de foc ce a stăpânit pământul și a urmat pâraiele de păcură ce curgeau la vale. Norii negri au învăluit toate regiunile afectate, Valea Prahovei a fost cufundată în întuneric timp de trei zile. Prin acest peisaj apocaliptic au trecut convoaiele cu trupe, cu refugiați sau transporturi militare.

## Istoria Crucii de pe Caraiman

### Ideea construirii monumentului
În jurul anului 1921, la Bușteni, s-a conturat ideea edificării unui monument comemorativ al eroilor din Primul Război Mondial care au apărat, în toamna anului 1916, Trecătoarea Predeal de invazia inamică. O astfel de inițiativă s-a înscris de altfel, în nota generală a majorității localităților din România, acolo unde s-au purtat lupte.

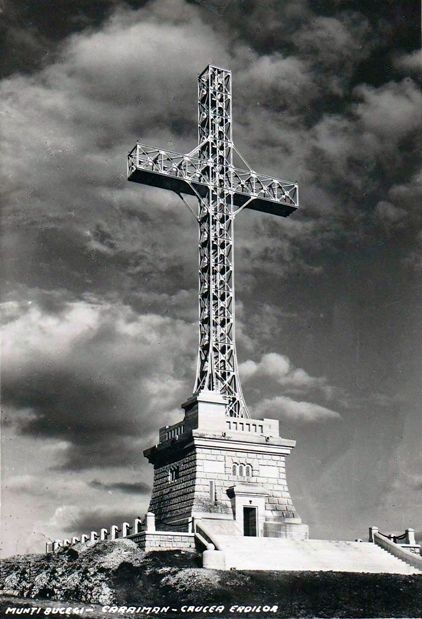
Carte poștală din 1936

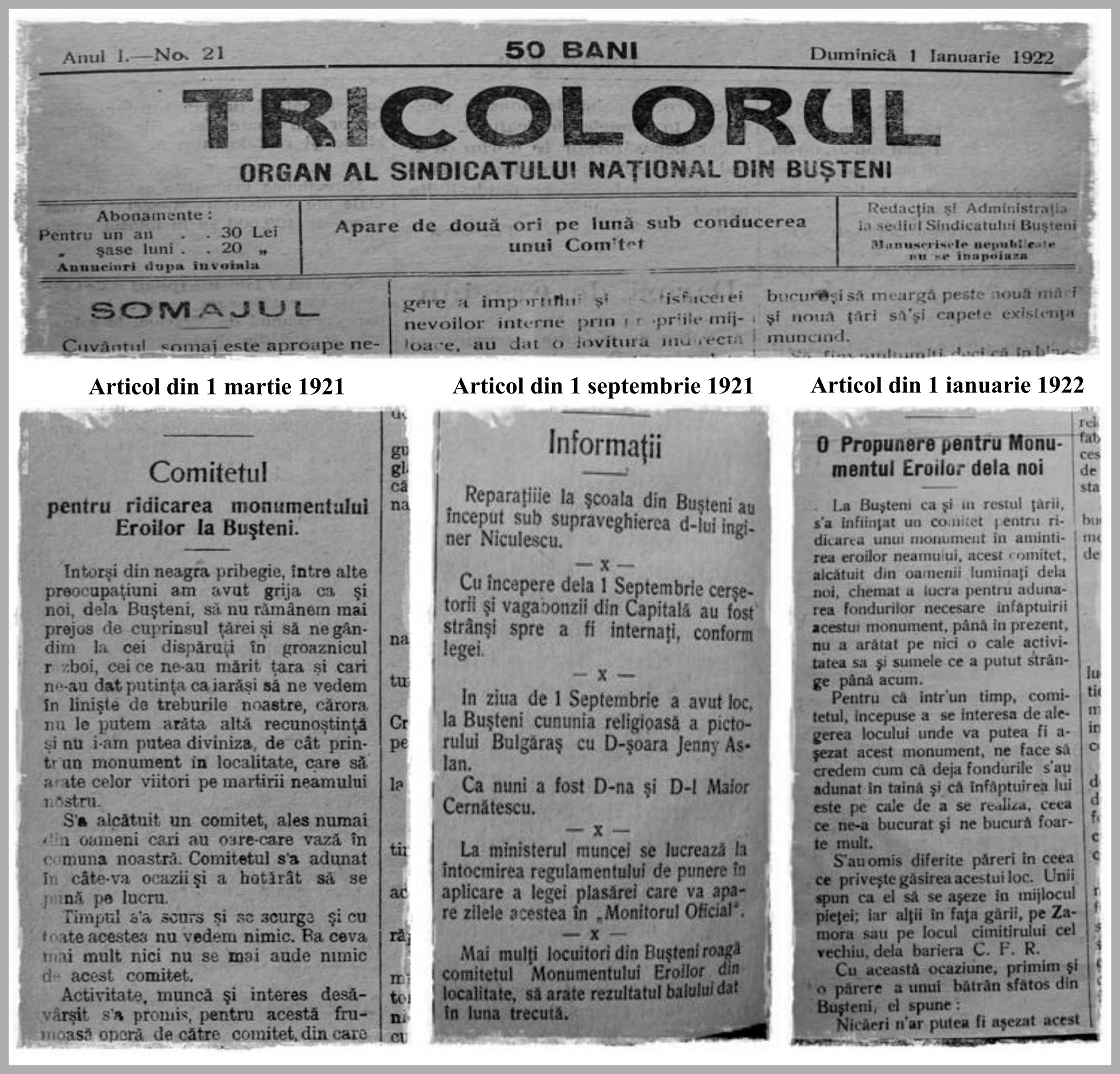
Extrase din ziarul Tricolorul - (1921 - 1922)

În perioada care a urmat imediat după terminarea războiului, au apărut în România fel și fel de comitete care se formau sub tutela vreunei instituții de stat sau particulare. Majoritatea lor aveau un start entuziast și multe din ele își încheiau activitatea la scurt timp, din cauza neînțelegerilor care apăreau între inițiatori sau ca urmare a lipsei fondurilor necesare realizării proiectelor pe care doreau să le înfăptuiască. La Bușteni a luat ființă un comitet intitulat „Comitetul pentru ridicarea monumentului Eroilor din Bușteni”. În ziua de 1 martie 1921 a apărut în ziarul Tricolorul[A] din Bușteni, un articol care relevă scopurile comitetului:
„... Întorși de neagra pribegie, între alte preocupațiuni am avut grijă ca și noi, dela Bușteni, să nu rămânem mai prejos de cuprinsul țărei și să ne gândim la cei dispăruți în groaznicul război, cei ce ne-am mărit țara și cari ne-au dat putința ca iarăși să ne vedem în liniște de treburile noastre, cărora nu le putem arăta altă recunoștință și nu i-am putea diviniza, de cât printr-un monument în localitate, care să arate celor viitori pe martirii neamului nostru. S-a alcătuit un comitet, ales numai din oameni cari au oarecare vază în comuna noastră. Comitetul s-a adunat în câteva ocazii și a hotărât să se pună pe lucru. Timpul s-a scurs și se scurge și cu toate acestea nu vedem nimic. Ba ceva mai mult nici nu se mai aude nimic de acest comitet. Activitate, muncă și interes desăvârșit s-a promis, pentru această frumoasă operă de către comitet, din care toate nu vedem nimic. În comunele din jurul nostru, care au astfel de comitete alcătuite tot pentru acest frumos scop, au lucrat ceva și oricând o pot dovedi prin sumele de bani ce au strâns. Dar la noi nu vedem nimic. Pentru ca să scăpăm de ponosul că, noi, cei din Bușteni, suferim de boala constituirei de comitete cu fel de fel de inițiative, cari nici unele nu au dat rezultate, bine ar fi ca D-nii cari constituesc comitetul pentru ridicarea Monumentului Eroilor din Bușteni să ne dea o lămurire cam unde au ajuns cu activitatea.”
După circa șase luni de zile, în data de 1 septembrie 1921, în același ziar a apărut un alt articol din care reiese faptul că se făceau eforturi pentru strângerea de fonduri: „... Mai mulți locuitori din Bușteni roagă Comitetul Monumentului Eroilor din localitate, să arate rezultatul balului dat în luna trecută.” În ultimul număr al ziarului a apărut cel mai relevant articol, intitulat „O propunere pentru Monumentul Eroilor dela noi”, care aduce clarificări asupra originii ideii de edificare a monumentului:

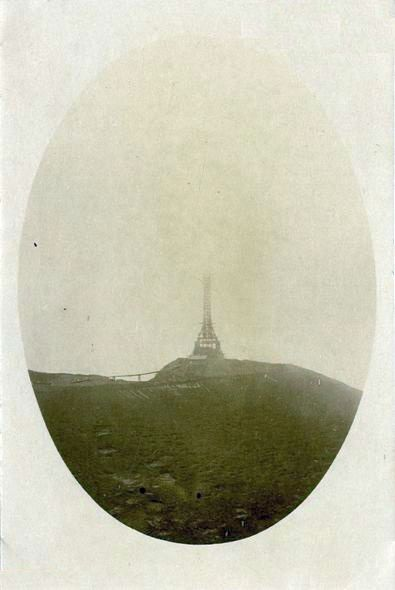
Monumentul în construcție (sept. 1926)

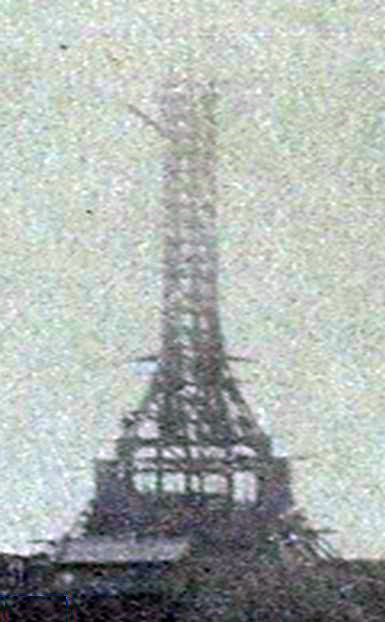
Monumentul în construcție, detaliu (sept. 1926)

„... La Bușteni ca și în restul țării, s-a înființat un comitet pentru ridicarea unui monument în amintirea eroilor neamului, acest comitet alcătuit din oamenii luminați dela noi, chemat a lucra pentru adunarea fondurilor necesare înfăptuirii acestui monument, până în prezent, nu a arătat pe nici o cale activitatea sa și sumele ce a putut strânge până acum. Pentru că într-un timp, comitetul, începuse a se interesa de alegerea locului unde va putea fi așezat acest monument, ne face să credem cum că deja fondurile s-au adunat în taină și că înfăptuirea lui este pe cale de a se realiza, ceea ce ne-a bucurat foarte mult. S-au omis diferite păreri în ceea ce privește găsirea acestui loc. Unii spun ca el să se așeze în mijlocul pieței; iar alții în fața gării, pe Zamora sau pe locul cimitirului cel vechiu, dela bariera C.F.R. Cu această ocaziune, primim și o părere a unui bătrân sfătos din Bușteni, el spune: «Nicăeri n-ar putea fi așezat acest monument, mai bine ca pe locurile unde au avut loc lupte, locuri stropite cu sângele eroilor cărora li se închină acest monument. Nicăeri nu ar putea fi așezat acest monument decât pe niște locuri înalte, de unde să se poată vedea la mari depărtări, de către toți călătorii pietoni, cu trăsura sau cu trenul. Nicăeri n-ar părea mai falnic ca pe o înălțime din preajma satului, de unde să fie văzut în fiecare moment de locuitori, izbindu-se vrând-nevrând cu privirea de el. Valoarea acestui monument nu ar consta în ornamentele, sculpturile și statuetele ce l-ar împodobi. El va atinge scopul pentru care a fost ridicat, dacă ar fi construit numai din piatră masivă, solid lucrat, în forma unei mari coloane, pe care să se sape inscripțiile și pe vârful căria, pe timpul nopței, să strălucească o lampă care va putea fi văzută de pretutindeni. Această coloană s-ar putea construi din piatră extrasă din carierele noastre și zidită cu cimentul fabricat la Azuga, astfel că ar necesita cheltuieli foarte mici, față de un monument ornamentat și cu statuete. Locul cel mai nemerit ar fi Clăbucetul Baiului, de pe a cărui culme monumentul ar putea fi văzut depe toată valea, până la Sinaia.»”
În opinia lui Paul Adrian Cristescu, ultimul articol din Tricolorul rezolvă trei aspecte esențiale privitoare la istoria Crucii Eroilor de pe Muntele Caraiman:
1. Clarifică confuzia conform căreia comitetul de inițiativă s-ar fi preocupat de ridicarea monumentului „Ultima grenadă” ce se află amplasat în fața gării. Acesta îl înfățișează pe caporalul Constantin Mușat care aruncă cu brațul drept ultima grenadă.[44] După cum se știe, comitetul care a ridicat monumentul s-a constituit în anul 1925 și „Ultima grenadă” a purtat numele de „Monumentul Eroilor Bușteni”. Cheltuielile totale pentru realizarea lucrării au fost de 1.028.550 lei, a zecea parte din sumă fiind suportată de Regia Domeniului Coroanei Bușteni.[45] Monumentul a fost sfințit în ziua de 9 septembrie 1928 în prezența Reginei Maria și a fost preluat de Primăria Bușteni la 8 februarie 1930. Este de remarcat că în anul 1925, lucrările la Crucea de pe Caraiman erau demarate deja prin turnarea fundației.[45]Monumentul Eroilor Bușteni cunoscut și ca Ultima grenadă (carte poștală de epocă) ce îl înfățișează pe Constantin Mușat pe dealul Coșna, lângă Oituz.

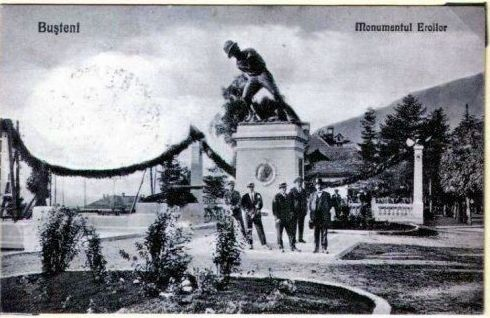
Monumentul Eroilor Bușteni cunoscut și ca Ultima grenadă (carte poștală de epocă) ce îl înfățișează pe Constantin Mușat pe dealul Coșna, lângă Oituz.

2. Cercetătorul Paul Adrian Cristescu a marșat pe sugestia indicată în articol prin care se sugerează că fondurile necesare edificării Crucii de pe Caraiman s-au adunat în taină. În opinia lui Cristescu, această idee ar clarifica lipsa unor informații de natură documentară care să detalieze cel puțin etapele generale de construcție ale monumentului.[45] Desigur că prin natura cercetărilor pe care le-a făcut, care s-au dorit a fi exhaustive, pare că acest capitol din istoria monumentului de pe Caraiman este sursă de teorii ale conspirației, lăsând viitoarelor cercetări de arhive să-l clarifice.[45]
3. Aspectul esențial pe care articolul îl relevă, este infirmarea consemnărilor postdecembriste privind începuturile construcției Crucii de pe Caraiman.[45] Toate acestea au făcut trimitere la o legendă prin care Regina Maria ar fi visat Munții Bucegi „stropiți cu sângele eroilor”.[45] În urma acestuia ar fi decis edificarea monumentului de pe Caraiman. Legenda a circulat și în perioada comunistă și mai apoi, fără ca cineva să aducă vreo dovadă în acest sens.[45] Rezultatul acestei legende a dus la atribuirea meritelor de inițiere și construire Reginei Maria. Articolul din 1 ianuarie 1922 intitulat „O propunere pentru Monumentul Eroilor dela noi” infirmă în mod clar această contribuție majoră.[46] Se poate vedea că expresia „locuri stropite cu sângele eroilor” ce apare în visul reginei, aparține de fapt unui „bătrân sfătos” din Bușteni. Cel din urmă a indicat și locul „pe niște locuri înalte” ... „pe o înălțime din preajma satului” ... „și pe vârful căria, pe timpul nopței, să strălucească o lampă care va putea fi văzută de pretutindeni.”[46]

Ca urmare a tuturor acestor evidențe documentare, ideea construirii monumentului pe creste de munte nu se poate atribui membrilor Casei Regale a României, implicit Reginei Maria, însă trebuie recunoscută contribuția pe care ar fi avut-o Regele Ferdinand I și Regina Maria în edificarea lui. Cum Casa Regală se mai implicase și în alte proiecte edilitare prin Administrația Domeniului Coroanei din Bușteni, cum au fost Școala Primară, Atelierul de Strungărie, Biserica Domnească și Casa Parohială, un hotel, unsprezece vile și Casa de Administrație a Domeniului Coroanei, Ferdinand I ar fi decis ca monumentul să fie construit pe Caraiman și nu pe Clăbucetul Baiului din Azuga, unde în perioada 18 -21 octombrie 1916 s-au dus aprige lupte.

### Atribuirea numelui
Monumentul a fost trecut în lista monumentelor istorice cu codul  PH-IV-m-A-16887 din anul 2015, sub numele de Crucea comemorativă a eroilor români din Primul Război Mondial. De-a lungul timpului monumentul a purtat și alte denumiri cum au fost Monumentul Crucea comemorativă a Eroilor Români din Primul Război Mondial, Monumentul eroilor Crucea Caraiman, Monumentul Eroilor (Crucea) de pe Vârful Caraiman, Crucea Eroilor de pe Muntele Caraiman, Crucea Eroilor sau Crucea Eroilor Neamului. Alexandru Dan Bartoc a opinat pentru Crucea Eroilor Neamului, Adrian Cristescu pentru Crucea Eroilor de pe Muntele Caraiman, așa cum și-a și intitulat cartea monografică publicată în anul 2018. Monumentul este denumit popular Crucea de pe Caraiman.
Paul Adrian Cristescu a văzut o coincidență de nume între denumirea oficială Crucea comemorativă a eroilor români din Primul Război Mondial de pe Caraiman și cea a medaliei Crucea Comemorativă a Războiului 1916-1918 instituită de Ferdinand I prin Decretul Regal No. 1744 din 8 iunie 1918 și care a fost conferită tuturor participanților la Primul Război Mondial, considerând-o ca un argument în teoriile care-i vizează pe Ferdinand I și Regina Maria ca inițiatori și coordonatori ai construcției de pe Caraiman.

### Detalii geografice și de acces

#### Localizare și vecinătăți

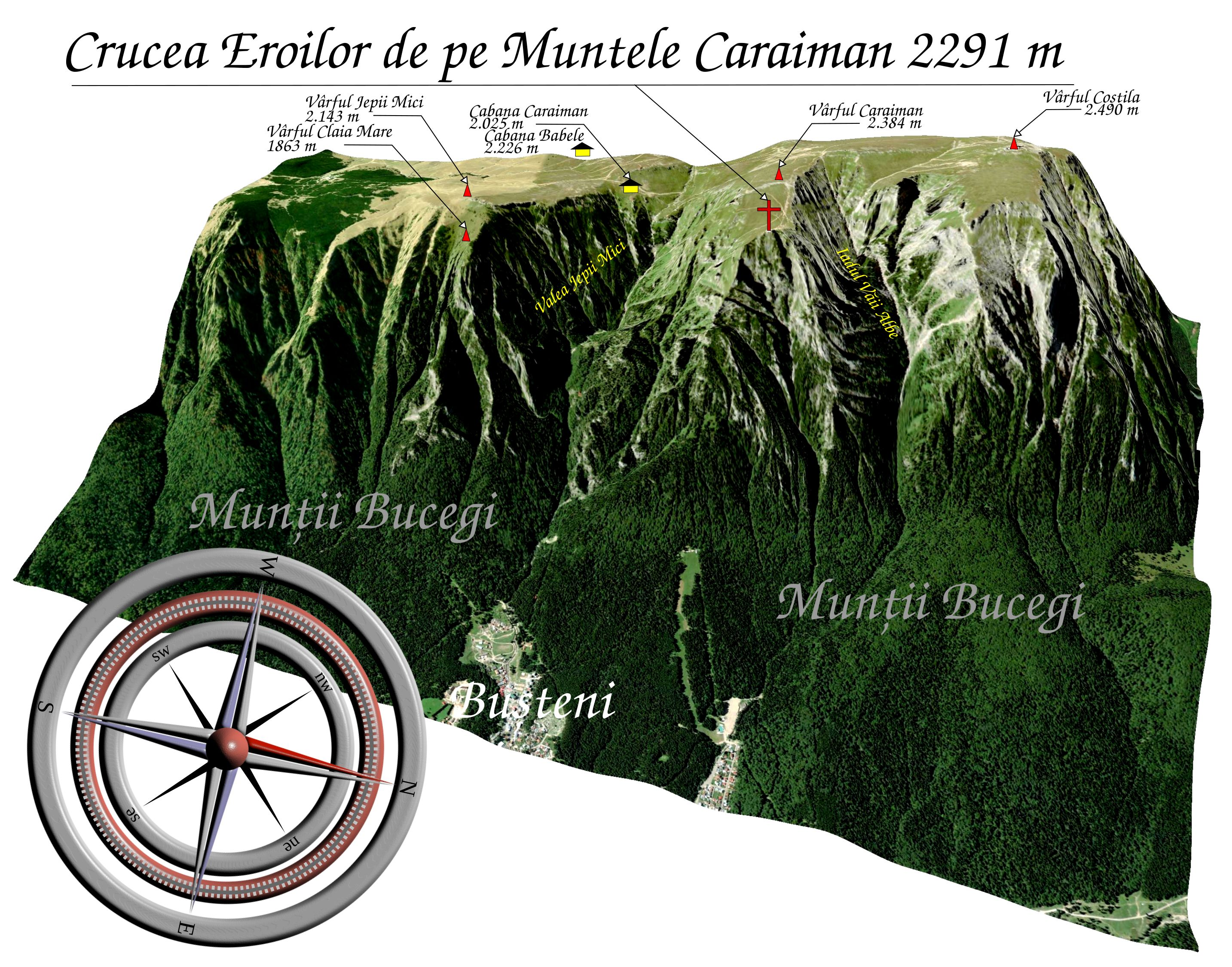
Hartă 3D

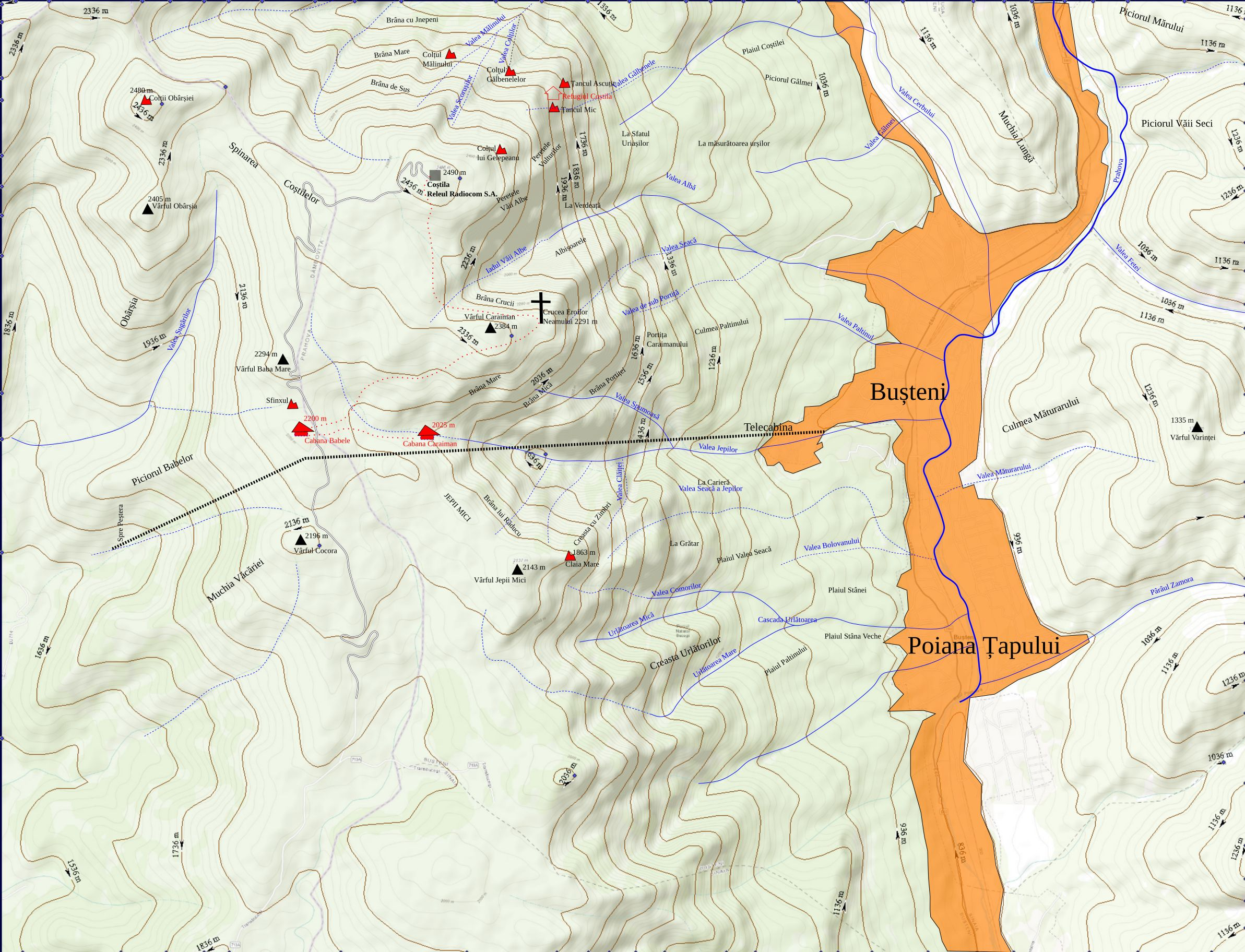
Harta topografică a zonei Muntelui Caraiman - Bușteni cu obiective si toponime. Curbele de nivel sunt conturate la fiecare 100 metri.

Crucea Eroilor Neamului este situată în șaua masivului Caraiman, chiar pe marginea abruptului către Valea Seacă, la altitudinea de 2291 m, fiind unică în lume atât prin altitudinea amplasării, cât și prin dimensiuni.
Crucea Eroilor a fost amplasată pe un colț de stâncă aflat pe vârful secundar al Caraimanului. De aici se vede o panoramă amețitoare spre orașul Bușteni și spre cea mai mare parte a Văii Prahovei. Peretele dinspre Bușteni are o înălțime de 1400 metri și este cunoscut sub numele de Valea Seacă. Caraimanul se învecinează cu munți la fel de înalți și care au în mod similar, prăpăstii foarte adânci. Astfel, Caraimanul are în proximitatea sudică Muntele Vârful cu Dor (2030 m), Muntele Furnica (2103 m), Piatra Arsă (2044 m) și Muntele Jepul Mare (2071 m). Spre est, se învecinează cu Vârful Babele (2294 m) și spre nord cu Muntele Coștila (2490 m) și cu Colțul Obârșiei (2480 m).
Alexandru Bădăuță spunea despre acest lanț muntos că „Bucegii sunt munții fruntași ai României și patriarhii alpinismului autohton”, munții în general definindu-i ca pe niște „vise împietrite ale pământului”.
Muntele Caraiman se află în partea estică a munților Bucegi și este mărginit pe latura sudică de Muntele Jepi, pe cea nordică de Muntele Coștila, pe cea estică de Valea Seacă și prăpăstii imense. Muntele este renumit și pentru cariera de piatră care este folosită pentru construcții. Renumele a fost dat și de floarea de colț care se regăsește pe acest munte și care în limbajul localnicilor poartă denumirea de „steluța de munte” sau „lănărica”.
Muntele Caraiman s-a aflat în custodia Domeniilor Coroanei Regale din România, acestă evidență făcând de fapt legătura directă dintre Casa Regală și Crucea Eroilor de pe Muntele Caraiman.: 
„... Domeniul Bușteni în suprafață totală de 2.555,90 ha, format din munții Clăbucetul-Taurului și Caraimanul, se afla situat în nordul județului Prahova, lângă râul cu același nume, în una din cele mai pitorești localități din țară. Muntele Clăbucetul-Taurului limita satului Predeal și Azuga, iar Muntele Caraiman era situat pe teritoriul satului Bușteni. ...... Muntele Caraiman în suprafață de  756,8 ha (fag - 240 ha; rășinoase 21,7 ha; pășune 238,4 ha și stânci neproductive 256,7 ha) făcea parte din Munții Bucegi.”
----- Narcisa Maria Mitu: Domeniile Coroanei Regale (1884-1948), Editura Aius, Craiova, 2011, pag. 70

#### Drumuri de acces către monument
Pe vremea ridicării monumentului se folosea traseul către platoul Caraimanului pornind de la Sinaia sau Bușteni, pe cărări de munte, drumuri forestiere sau poteci. Din Bușteni se ajungea numai pe poteci înguste care erau recomandate doar turiștilor experimentați. Existau cinci căi importante de acces spre Crucea Eroilor de pe Muntele Caraiman, după cum urmează:
1. Drumul Murgoci (Bușteni - Valea Jepilor - Babele) era considerat ca fiind cel mai scurt drum care pornea din Valea Jepilor într-o ascensiune continuă pe lângă pereții stâncoși, dar și periculoși, drum recomandat doar alpiniștilor sau celor care au experiența drumețiilor montane;[55]
2. Drumul Crucii (Bușteni - Valea Jepilor - Crucea Caraiman) se parcurgea urmând Drumul Murgoci (Bușteni I 4) până la fosta Casă Caraiman de unde se urma Brâul Mare pe traseul I 7 Sinaia care ducea direct la Cruce;[55]
3. Drumul Schiel (Bușteni - Schiel) era drumul urmat de linia funicularului aerian care pleca din Bușteni și traversa masivul Bucegi până în Vârful Brăteiu, el putând fi urmat doar până la Cantonul Schiel, putând fi parcurs la pas într-un interval de aproximativ 4-5 ore;[55]
4. Drumul lui de Martonne - era recomandat ca fiind cel mai accesibil drum de urmat care pornea din Valea Cerbului și oferea o ascensiunea mai ușoară.[55]
5. Drumul Nestor Ureche (Bușteni - Diham - Pichetul  Roșu-Omul) se pornea din Bușteni pe șoseaua Nestor Ureche urcând spre Vârful Dihamului și apoi cobora lin la Pichetul Roșu urmându-se drumul Take Ionescu (I 6 Bușteni) până la creasta de nord a vârfului Bucșoiu și apoi se trecea pe Drumul Deubel.[55]

Accesul pe platoul muntelui Caraiman se mai putea face și pe alte căi ocolitoare pornind din Sinaia. În lucrarea „Bucegii și Piatra Craiului. Călăuză turistică” scrisă în 1936 de Ion Ionescu Dunăreanu au fost prezentate detaliat toate drumurile care plecau din Sinaia spre piscurile semețe ale Bucegilor, printre acestea regăsindu-se detaliat și drumul principal care ducea spre platoul Caraimanului și pe care cel mai probabil l-au străbătut începând cu vara anului 1924, căruțașii care și-au oferit sprijinul în transportarea materialelor necesare ridicării monumentului. Ei se abăteau la Cantonul Schiel unde erau lăsate materialele de funicularul aerian, preluând o parte din materiale necesare pe care le urcau în căruțe și plecau cu ele pe șantierul monumentului.

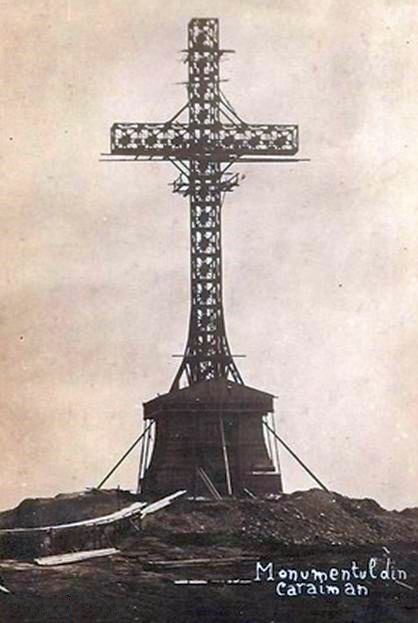
Crucea Eroilor în timpul construcției - carte poștală nedatată

„... Sinaia - Piatra-Arsă - Crucea Caraiman. Timp necesar:  4-5 ore. Se urmează Drumul Haret (I 2) până la punctul de bifurcație de pe spinarea Jepilor. Lăsăm drumul M. Haret la stânga, ocolim pragul de piatră pe la dreapta și coborâm în  Valea Jepilor, de unde poteca pe Brâul Mare al Caraimanului se vede bine pe coastele înverzite ale muntelui. Poteca aceasta este una din cele mai interesante din Bucegi. Ea lasă în jos o pantă care dă foarte mult de lucru celor ce suferă de amețeala înălțimilor. Cam la 30 minute de la punctul inițial al Brâului, se traversează Vâlcelul Dracilor, unde apele rup în permanență poteca; pentru ocolirea punctului se utilizează varianta de deasupra, pe un prag îngust. Crucea Caraiman apare deodată, maiestoasă, după trecerea ultimei dintre nenumăratele creste     ce ascund ca niște perdele de stâncă, mărețul monument.          Alt. 2292 m. De pe platforma largă a Crucii, vederea se întinde deasupra unor priveliști fără seamăn. În față la orizont, peste Gârbova, Ciucașul; în dreapta, toată Valea Prahovei până în câmpie, orașul Ploiești fiind vizibil când atmosfera e curată;      la stânga, Predealul, munții Brașovului și Țara Bârsei cu satele ei ca niște jucării; sub noi, senzaționalul perete al Caraimanului cade direct deasupra Buștenilor, ale cărui case se pot număra una câte una. De la Cruce se urmează drumul de care ce urcă din greu pragul de piatră și se iese în Podul Caraimanului, de unde sunt două posibilități: a) pentru înapoierea la Sinaia, se coboară spre stânga către Valea Jepilor și se intră în Drumul Haret pe unde, urmând în sens invers itinerariul I 2, se ajunge la Sinaia după alte 3 ore; b) pentru continuarea spre Omul, se trece către dreapta, pe la începuturile Văii Albe, pe Podul Coștilei și de aici se coboară în Drumul Haret (I 2), în apropierea Văii Sugărilor. În 3 ore de la Cruce suntem la Casa Omul T.C.R.”
----- Ion Ionescu Dunăreanu: Bucegii și Piatra Craiului. Călăuză turistică., Tipografia „Olimpul”, București, 1936, pag. 68/69
În afara acestui drum către platoul Caraimanului mai apar consemnate ale două posibile artere: Drumul Eforiei, peste Vârful cu Dor recomandat turiștilor și Drumul Mihai Haret care pornea de la Stâna Regală și urca necontenit spre Piatra Arsă, acesta fiind continuarea Drumului Carmen-Sylva, drum care lega Stâna Regală de Sinaia. Pornind de la Captarea Apelor din Sinaia, exista în anul 1900 un drum de cai ce trecea pe deasupra sursei de apă a Peleșului, urca în vârf la Piatra Arsă, în direcția Caraimanului. Alt drum ajungea la Caraiman pornind din Poiana Reginei, cunoscută și ca Stâna Regală.
Astăzi cel mai facil acces spre monumentul de pe Caraiman se realizează cu telecabina din Bușteni. Ea urcă spre Babele și Sfinx în circa paisprezece minute. Ajunși la Babele, turiștii trebuie să urmeze poteca pe creasta muntelui Caraiman circa o oră și jumătate. De asemenea, se poate urca pe traseul turistic marcat, de pe Jepii Mici (4 ore/4 ore și  jumătate; accesibil doar vara, interzis iarna). Se mai poate ajunge cu telecabina Peștera-Babele (8 minute), sau urmând traseul cu marcaje turistice de la Piatra Arsă (1 oră și jumătate), respectiv Vârful Furnica - Telecabina Cota 2000 (2 ore și jumătate), sau pe traseele turistice marcate de la cabana Omu. Traseele turistice montane cele mai accesibile turiștilor sunt cele de la cabana Babele pe creasta Caraimanului (1 oră și jumătate), sau de la cabana Caraiman pe traseul Brâna Caraimanului (45 de minute).

### Detalii tehnice și autori

#### Originea materialelor folosite
În anul 1932 a apărut revista „Săptămâna C.F.R.” sub conducerea Direcției Generale a C.F.R. Ea s-a făcut remarcată în acele vremuri prin seriozitatea, echilibrul și profesionalismul unei echipe redacționale ai cărei membri au activat în varii domenii ca știință, literatură, tehnică și economie. Astfel, și-au adus aportul personalități ca Tudor Arghezi, Otilia Cazimir, Constantin Bacalbașa, Romulus Dianu, Alexandru Lascarov-Moldovanu și mulți alții. În paginile acestei reviste au apărut două articole referitoare la Crucea Eroilor de pe Caraiman, care aduc prin ineditul conținutului, informații importante privind istoria acestui monument. Astfel, în numărul 39 / 16 octombrie 1932, Alexandru Lascarov-Moldovanu a publicat un articol intitulat „Crucea depe Caraiman”[B] al cărui motto era „Crucea de pe Caraiman a fost făcută de CFR din material de pod”. Articolul este unul edificator în ce privește etapele de realizare a monumentului, el făcând parte din puținele surse de documentare descoperite până în anul 2018.
Trecând la lecturarea acestei surse, se constată că ea este una de tip literar și exprimarea autorului lasă loc de interpretări. La o privire sumară, oricine ar fi tentat să creadă că informațiile lui Moldovanu ar releva un aspect al realității lucrurilor. Adrian Cristescu a afirmat că dacă ar fi adevărat ce a spus autorul articolului, realitatea l-ar contrazice, deoarece fierul brut provenit din podurile distruse de război, nu avea calitatea, nici măcar apropiată, de cea de care dă dovadă construcția de pe Caraiman. Mai mult, un monument de complexitatea acestuia nu se putea construi din elemente contorsionate, chiar dacă acestea ar fi respectat standardele de calitate cerute. Unul dintre ele era o cerință legată de modul de îmbinare, nituire, al traverselor. Trebuia să se țină cont de rezistența în timp vis-a-vis de condițiile climaterice ale locului de amplasare al monumentului.
Al doilea articol din „Săptămâna C.F.R.” este intitulat „Monumentul Eroilor de pe Muntele Caraiman” și a fost publicat în nr. 17 din 26 septembrie 1943, fiind semnat de Gh. Cărare. Articolul reiterează informația prin care la construcția monumentului s-a folosit fier vechi provenit din podurile distruse în război. De asemenea, el transmite pe lângă detalii tehnice, dimensiuni ale monumentului, și alte informații privind iluminarea lui, etape de construcție și de transport al materialelor, precum și o sursă de natură orală, în persoana inginerul Ciocârlan, angajat al Inspecției de Poduri din acele timpuri. În plus, articolul aduce completări cu privire la unii dintre responsabilii cu construcția: inspectorul Iconomu, Rudolf Kutatsch, supraveghetorul de lucrări Bumbulescu, precum și arhitectul Dolinschi. Adrian Cristescu a adus dovada că arhitectul Dolinschi este de fapt Ludovic Dolinschi, cel care a fost coleg de studii la Akademie der Bildenden Künste din München cu Ștefan Luchian și cu Oscar Obedeanu. Totul reiese din Decretul Regal din data de 1 aprilie 1919 prin care s-a desemnat promovarea a numeroși angajați ai C.F.R.-ului pe trepte superioare de salarizare. Ludovic Dolinschi a fost promovat ca arhitect clasa a II-a, pensionat în anul 1929.
Al treilea articol care susține originea fierului folosit la Crucea Eroilor de pe Caraiman, este revista România pitorească. În numărul ei din august 1933, în articolul intitulat „Alte drumuri mai însemnate din Bucegi”, s-a afirmat că „...Crucea de pe Caraiman a fost ridicată în memoria Eroilor morți în războiul de întregire 1916-1919 și e construită din fierăria podurilor distruse cu ocazia războiului..”
Ținând cont de toate cele spuse mai sus, menționarea „fierăriei podurilor distruse” apare în ambele articole din revista „Săptămâna C.F.R.”, plus în articolul din „România pitorească”. Tot Adrian Cristescu, fără a aduce surse de documentare, căutând a explica folosirea brută a fierului rezultat din demontarea podurilor distruse, nu a găsit decât ipoteza că ele au fost folosite la turnarea fundației monumentului. Adrian Cristescu a identificat în Buletinul Căilor Ferate Române, Nr. 3 / 15 august 1919, un număr de 11 poduri distruse sau avariate de pe Valea Prahovei.[E] Pentru a depăși impasul în cercetarea pe care a realizat-o, Cristescu a analizat legătura directă dintre constructor, C.F.R. prin Direcția de Poduri, și Domeniile din Reșița (U.D.R.) și a emis ipoteza că oțelul folosit la edificarea monumentului de pe Caraiman ar fi fost obținut din oțelăria de la Reșița. Între cele două entități economice încheindu-se patru convenții de predare-primire a fierului vechi care a rezultat prin distrugerile provocate de război.

#### Implicarea C.F.R.-ului în reciclarea fierului vechi
O dată cu terminarea Primului Război Mondial, România s-a aflat la un nou început de drum. Ca urmare a distrugerilor pe care războiul le-a a adus, multe lipsuri, o țară plină de invalizi, boli, epidemii, foamete, orfani și văduve, trebuia a fi refăcută întreaga infrastructură de drumuri și cale ferată. Regina Maria a României a făcut apel la organizațiile de caritate din Anglia și voluntari americani au venit în România prin implicarea Organizației Hoover și a Crucii Roșii Americane.
Căile de comunicații și refacerea podurilor distruse au necesitat implicarea ceferiștilor, cei pe care regele Carol I îi considera cea de a doua armată a țării, ținând cont de activitatea pe care aceștia au avut-o în cel de Al Doilea Război Balcanic. În perioada anilor 1920 - 1921, România a intrat în criză economică, fapt pentru care instabilitatea politică s-a accentuat și din cauza frământărilor cu care se confrunta Direcția Generală a C.F.R.-ului din interiorul său. În aceste condiții, Guvernul Averescu a concesionat în anul 1920 atelierele C.F.R.-ului unor societăți străine, ocazie cu care s-a stârnit un adevărat val de nemulțumiri în rândul angajaților ceferiști.
În anul 1921, C.F.R.-ul furniza fier vechi către uzinele metalurgice care produceau oțel pe baza unor convenții și contracte cu statul sau cu alte entități economice private. Exista pe acest fond, o politică de recuperare a materialelor feroase vechi. Cum presiunea inginerilor din cadrul C.F.R.-ului era activă prin fel și fel de articole apărute în presă, precum și interpelări parlamentare prin care s-a demascat intenția politicului de a concesiona străinilor întreaga rețea de cale ferată a României, într-un final s-a reușit respingerea aprobării unor astfel de inițiative. Ca urmare, interesele politice primau în fața celor economice. În consecință, în perioada 1920 - 1922, din cauza situației create, s-a trecut, prin decizia nr. 3050/1920 și a Decretului Lege 1641/1920, la militarizarea Căilor Ferate Române și s-au numit la conducerea ei numeroși generali de armată. În anul 1921, C.F.R.-ul a intrat în subordinea și administrarea Ministerului Comunicațiilor nou creat. Consiliul de Administrație al acestuia avea puteri limitate și angajamentele bugetare erau aprobate de Minister și de Consiliul de Miniștri.

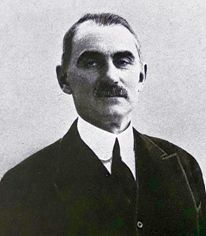
Barbu Știrbey - președintele U.D.R.

În această perioadă exista o preocupare importantă pentru colectarea materialelor feroase vechi, rezultate din distrugerile provocate de război. Cantitatea de fier era una deosebit de importantă și ea trebuia a fi prelucrată și valorificată. În perioada anilor 1921 - 1925, C.F.R.-ul a încheiat cu Societatea Anonimă Uzinele de Fier și Domeniile din Reșița (U.D.R.) prin Jurnalul Consiliului de Miniștri, patru convenții privitoare la preluarea fierului vechi, vagoane casate, locomotive, și livrarea de fier nou, mașini, unelte sau locomotive noi. Astfel, C.F.R.-ul se obliga să predea U.D.R.-ului fierul vechi, asigurându-i materia primă necesară pentru funcționarea furnalelor. Prima convenție a fost cea din data de 21 aprilie 1921, nr. 811 și publicată în Monitorul Oficial cu nr. 21/1921. În aceasta s-a definit fierul vechi ca fiind „... orice categorie de strujituri, tablă veche, bucăți de fier, șini, eclise, buloane și crampoane neutilizabile precum și piese de poduri distruse și neutilizabile de la toate serviciile C.F.R.” și fierul nou ca „... șine cu material mărunt necesar în proporția respectivă, grinzi de fier, fier rotund, plat și cornier. Specificările acestor materiale vor fi conform comenzilor date de organele C.F.R.” Ca urmare a preluării de fier vechi, Uzinele Reșița se obligau să livreze un kilogram de fier nou laminat la șapte kilograme de fier vechi, fără nicio altă plată. Atât fierul vechi, cât și cel nou se preda încărcat în vagoane franco Reșița.
După cum se vede din prima convenție, rezultă că între C.F.R. și U.D.R. a existat o legătură foarte strânsă. A doua convenție a fost făcută în baza Jurnalului Consiliului de Miniștri nr. 2419/1923 (Monitorul Oficial nr. 158/1923), a treia nr 2369/1924 și cea de a patra nr. 732/1925. Un rol important în relația dintre C.F.R. și U.D.R. a avut-o Barbu Știrbey, cel ce era președintele Consiliului de Administrație al U.D.R.-ului și, în același timp, un apropiat al Casei Regale.
În România existau cinci oțelării care puteau prelucra fierul și fierul vechi. Acestea erau următoarele:
1. U.D.R era singura uzină ce avea un proces tehnologic complet al fierului, pornind de la extracția minereului până la prelucrarea și obținerea produsului finit. U.D.R-ul avea instalate șase cuptoare de tip Siemens-Martin ;[79]
2. Uzinele Metalurgice Unite „Titan, Nădrag, Călan” S.A. (pe scurt TNC). Ele aveau în administrare cele cinci uzine Călan, Ferdinand, Nădrag, Titan I și Titan II. TNC avea în dotare două cuptoare de tip Siemens-Martin;[79]
3. Uzinele statului de la Hunedoara, care avea ca principală activitate exploatarea minereurilor feroase;[79]
4. Uzina de la Govășdia, din apropierea Hunedoarei;[79]
5. Industria sârmei de la Cluj.[79]

Cercetătorul Adrian Cristescu a afirmat că U.D.R.-ul era singura uzină din România care putea produce traverse metalice de tipul celor folosite la ridicarea Crucii Eroilor de pe Muntele Caraiman. Cum, din toate analizele și studiile pe care acesta le-a făcut pentru identificarea originii structurii metalice a monumentului, nu a reieșit vreo sursă documentară care să afirme negru pe alb unde au fost fabricate traversele, Cristescu admite că singura posibilitate reală rămasă, erau Uzinele Reșița. Avantajul pe care-l avea U.D.R.-ul, erau cuptoarele de tip Siemens-Martin pe care le aveau în dotare și care produceau din fier vechi lingouri paralelipipedice care erau folosite ulterior ca materie primă în industria oțelului. În mod logic, pentru a obține traverse ca cele de la Crucea Eroilor, fierul de la podurile distruse trebuia să fie topit, prelucrat și transformat mai apoi în elementele cerute de ingineri pentru construcția monumentului. Această legătură dintre cei doi operatori economici a realizat în final o colaborare reciproc avantajoasă, care s-a concretizat și în realizarea Crucii Eroilor prin niște costuri cât se poate de reduse.

#### Dimensiuni, componență și responsabili
Cel mai mare impact asupra privitorului o are dimensiunea monumentului, amplasamentul pe marginea abruptă a Văii Seci și structura metalică. Crucea Eroilor a fost ridicată pe un platou din beton de formă pătrată cu o latură de 21.5 metri, care este înconjurat de stâlpi din piatră de 1.20 metri în partea dinspre nord, est și sud. Stâlpii sunt legați între ei cu lanțuri de fier, groase, îmbinate cu zale dreptunghiulare. Pe latura vestică au fost făcute trepte de acces pe platou care sunt mărginite de doi stâlpi arcuiți. Soclul de beton pe care este ridicată crucea, este de formă pătrată cu o latură de zece metri, el având o formă conică pe înălțime, cu o bază mică de șapte metri în vârf. Latura vestică a monumentului, pe interior, are o scară metalică de 40 centimetri care urcă până la vârful crucii.
Înălțimea totală a monumentului este de 39.30 metri, din care soclu de 7.90 metri, crucea propriu-zisă de 31.40 metri. Cele două brațe orizontale ale crucii au lungimea de șapte metri fiecare, latura unui ochi pătrat cât și lățimea axului principal având 2.15 metri. Crucea este practic o grindă metalică pătrată alcătuită din patru stâlpi laterali care formează axul vertical principal împărțit practic în 14 cuburi, fiecare latură a cubului având pe diagonală două traverse care unesc laturile formând la rândul lor crux decussata în forma literei X, majoritatea traverselor fiind de tipul L cu dimensiunile de 70 x 70 x 7. Cele două brațe orizontale sunt și ele împărțite în trei cuburi laterale, unite de axul principal prin traverse fixate pe diagonală. Atât placa metalică din jurul punctului de intersecție al celor două traverse, cât și celelalte patru plăci de la capetele traverselor, care unesc laturile de stâlpul principal, sunt fixate pentru a prelua sarcina și a anula încovoierea, dimensiunea lor fiind de 42 cm.
Întregul sistem de traverse a fost îmbinat prin nituire orizontală, verticală și în diagonală, formând o simetrie perfectă, aspectul structurii fiind de tip grindă cu zăbrele. Toată structura metalică este formată din traverse de oțel moale OL37 sau S235 durabil și rezistent, îmbinările formând o grindă cu diagonale în cruce, folosită adesea în structurile antivântuire. Structura crucii a fost fixată într-o fundație de circa 8 - 10 metri adâncime și a fost încastrată în soclul de beton armat, placat cu piatră de calcar fasonată pentru consolidare. Soclul, pe lângă rolul său de consolidare a structurii, a fost construit și pentru a adăposti un generator electric pe bază de carburant care alimenta 120 de becuri a câte 500 W fiecare, amplasate pe conturul crucii dinspre Valea Seacă, adică spre panorama către Valea Prahovei și Bușteni. În interiorul soclului se află dispuse două camere, parter și etaj, ambele având dimensiunea de 6,00 x 6,00 metri, cu o înălțime unitară de 3,60 metri.
Din cauza dificultăților de transport cu care se confruntau în vremurile când a fost construită, crucea era luminată doar în ziua de Înălțare a Domnului, ziua în care este sărbătorită, Ziua Eroilor, și noaptea de Sfânta Maria Mare din ziua de 15 august, celebrând intrarea României în Primul Război Mondial. Există informații care afirmă că monumentul a fost racordat la Sistemul Energetic Național printr-un cablu subteran în anul 1939, care a fost tras de la Releul Coștila, renunțându-se astfel la primul generator. Prin cercetările pe care le-a făcut, Adrian Cristescu a afirmat că nu a găsit nicio informație de acest fel în documentele oficiale. După cum se știe, în anul 1966 s-au făcut lucrări de restaurare ale monumentului. În acel moment s-a vizat aducerea unui cablu subteran prin care să se conecteze sistemul de becuri la Cabana Babele, care era legată la sistemul public de electricitate. Astăzi, Crucea de pe Caraiman are montate 300 de becuri de 500 W fiecare.
Întregul efort de edificare al monumentului a fost făcut de Direcția de Poduri din cadrul Căilor Ferate Române. Direcția era condusă de către inginerul Victor Emanuel Bruckner (n. 7 octmbrie 1879 - d. 1946) care era absolvent în 1902 al Școlii Naționale de Poduri și Șosele din București.
În opinia lui Adrian Cristescu, lipsa informațiilor oficiale privind proiectul de ridicare al monumentului de pe Caraiman poate fi explicată prin dispariția fondului arhivistic al C.F.R.-ului, deci și a Direcției de Poduri, mare parte din arhive fiind distruse în cel de Al Doilea Război Mondial și mai apoi de autoritățile comuniste. De aceea, afirmă Cristescu, au apărut fel și fel de informații nefondate privind proiectarea monumentului, care este astăzi atribuită arhitecților Constantin Procopiu și George Cristinel. Conform afirmațiilor lui Cristescu, arhitectul monumentului a fost așa cum este el amintit în articolul din ziarul „Săptămâna CFR” din 26 septembrie 1943, Ludovic Dolinschi.

Responsabili cu ridicarea Crucii Eroilor de pe Muntele Caraiman
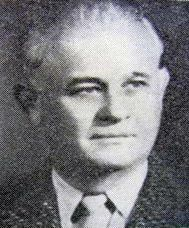
inginerul Niculae Ciocârlan
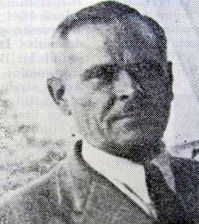
inginerul Rudolf Kutatsch
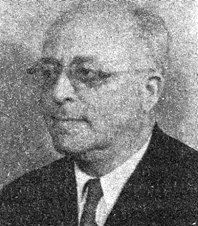
inginerul Teofil Revici
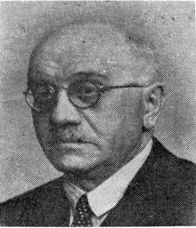
inginerul Victor Emanuel Bruckner
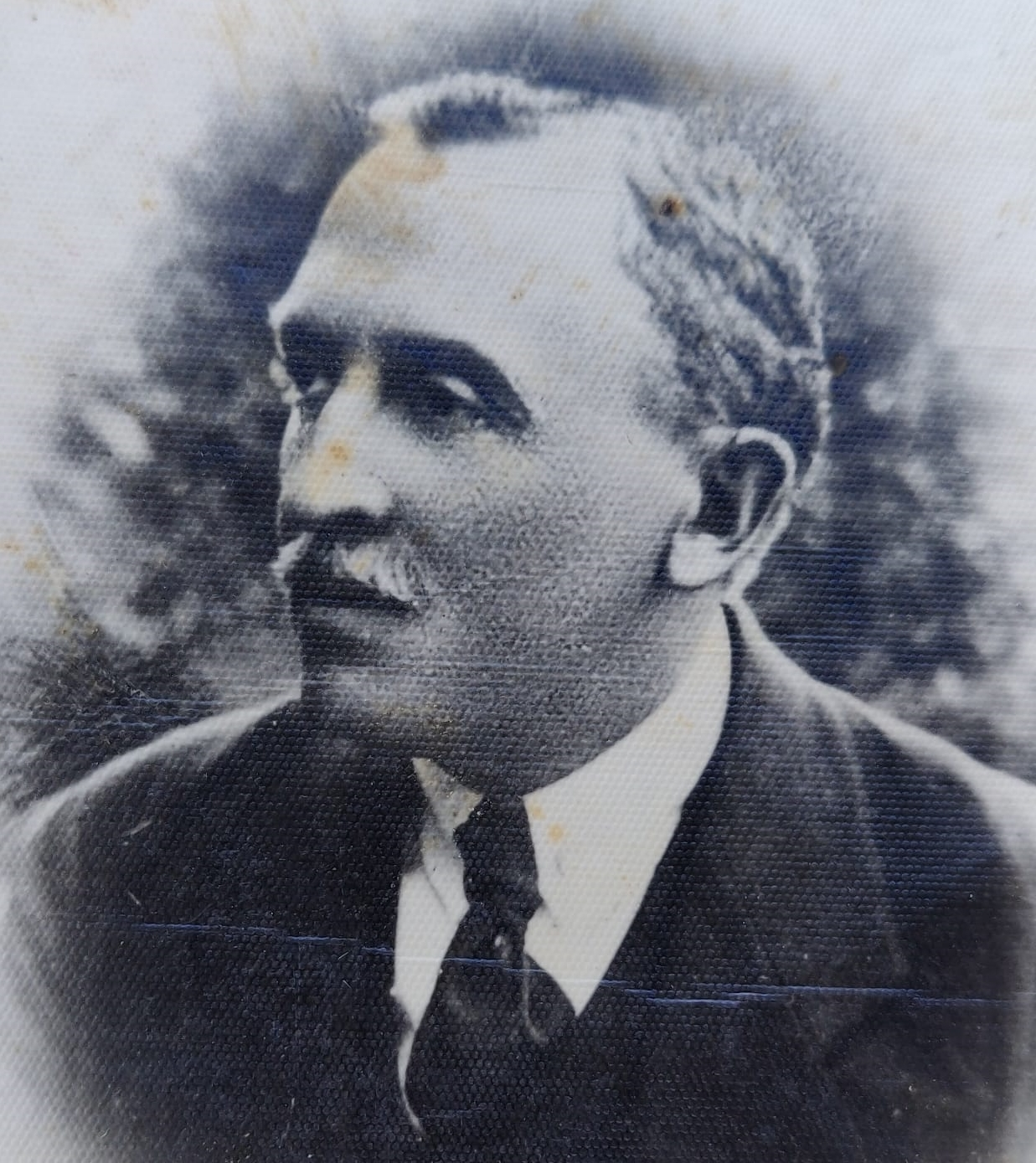
Arhitectul Ludovic Dolinschi

Inginerii români Teofil Revici și Alfred Pilder au realizat proiectul de rezistență al monumentului. Au mai contribuit, așa cum s-a văzut în presa vremii, și inginerii Nicolae Ciocârlan și Rudolf Kutatsch, precum și inspectorul Iconomu. Referitor la echipa care a construit efectiv monumentul, ea a fost compusă din muncitorii ceferiști de la Direcția de Poduri, de la secțiile mecanice de reparații și întreținere L1 și L5 ce făceau parte din Regiunea I - secția VII cu reședința la Sinaia. Acestea făceau parte din departamentul Lc, centralizarea stațiilor, bascule, poduri, și tehnica telegrafului, care și ele compuneau serviciul L, lucrări și întreținere din C.F.R. Muncitorii erau coordonați de dirigintele de șantier Nicu Stănescu și maestrul V. Bumbulescu. Probabil, a afirmat Adrian Cristescu, elementele componente, traverse, plăci, nituri, etc., au fost dimensionate în prealabil, găurite, tăiate, la atelierele L1 și L5 și apoi au fost transportate și asamblate manual pe Caraiman.

### Construirea monumentului

#### Fundația

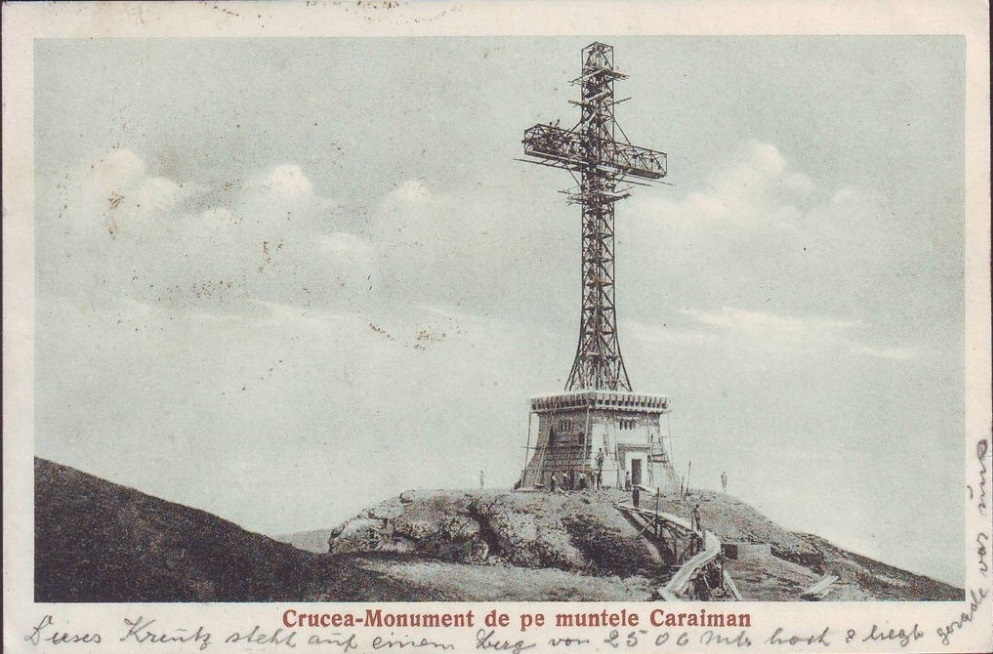
Crucea în timpul construcției (1927)

Ridicarea Crucii Eroilor de pe Muntele Caraiman s-a făcut în două etape. Prima, ar fi început în anul 1924 și a presupus turnarea fundației, iar cea de a doua, pornind de la cota zero, a început efectiv în anul 1926 când s-a trecut la ridicarea monumentului. Fiecare etapă de construcție a fost estimată a se desfășura pe o perioadă de doi ani. Despre fundația monumentului nu au rămas niciun fel de date documentare. Adrian Cristescu a estimat că fundația ar trebui să aibă cel puțin înălțimea soclului de 7.90 metri, având ca și Coloana Infinitului lui Constantin Brâncuși forma unui trunchi de piramidă cu baza mare în jos. Coloana lui Brâncuși are o fundație de cinci metri adâncime pentru o înălțime a ei de 29.35 metri, ținând cont că amplasamentul, structura solului și condițiile climaterice sunt total diferite de cele de pe Caraiman.
Raportând fundația crucii la înălțimea reală a monumentului se poate estima o adâncime a fundației de opt până la zece metri. Fundația a fost umplută cu pietriș, nisip și beton, precum și cu o cantitate importantă de fier rezultată din elementele podurilor distruse în război, cu rol de consolidare. Întrebarea legitimă pe care ar pune-o oricine este cum s-a putut realiza în stâncă o gaură de 8 - 10 metri adâncime și un diametru de circa 7 - 8 metri? Există două ipoteze. Prima presupune existența unei găuri formată natural, care a fost scobită până la dimensiunile proiectate. A doua ipoteză presupune realizarea găurii prin metoda dinamitării controlate astfel încât să nu se afecteze pereții exteriori ai abruptului.

#### Transportul materialelor
În primăvara anului 1926 a început cel mai probabil faza a doua în construcția monumentului de pe Caraiman. Ca urmare, întregul platou al Caraimanului a devenit un șantier. Transportul materialelor necesare: schele, lemn pentru cofrage, traverse metalice, grinzi, scule, nituri, unelte auxiliare, piatra de calcar, etc., s-a făcut folosind funicularul Fabricii de Hârtie din Bușteni. Acesta a fost construit în perioada anilor 1907 - 1909 și transporta zilnic circa 400 metri cubi de lemn pentru procesare. Funicularul avea o lungime de 16 km pornind din curtea Fabricii de Hârtie, traversa masivul Bucegi prin Valea Ialomiței - Bolboci și ajungea la Brătei. Prima stație a funicularului era Cantonul Schiel din Valea Jepilor care era construit pe creasta Muntelui Jepi în imediata apropiere de Muntele Caraiman.

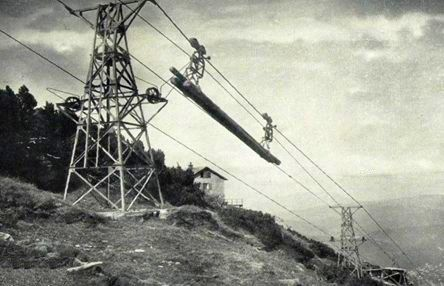
Funicularul Fabricii de Hârtie Bușteni

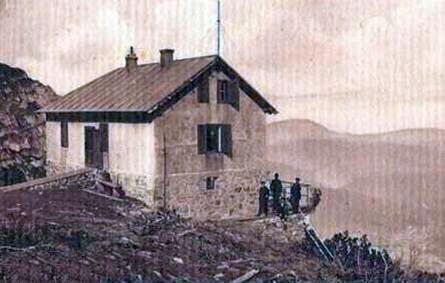
Cantonul Schiel de pe Muntele Jepi

Cantonul Schiel era o construcție realizată din bârne tencuite pe interior și exterior, pe un soclu de piatră și era acoperit cu țiglă. El era compartimentat în patru încăperi cu o suprafață totală de 123 mp. Datorită panoramei perfecte în observarea bunei funcționări a funicularului, aici s-a organizat o rampă pentru descărcarea materialelor aduse pentru edificarea Crucii Eroilor, dar și pentru Cabana Babele, Cabana Omu sau Cabana Caraiman. Modul de lucru a fost consemnat și de Gh. Cărare în articolul din „Săptămâna CFR”: „...S`a construit o rampă improvizată unde un om cu multă îndemânare urma să taie legăturile de frânghie chiar în momentul când împachetajul trecea pe deasupra rampei spre a cădea pe aceasta, deoarece cablul funicularului Schiel fiind în mers continuu nu se putea ajunge la altă soluție.” Dacă funicularul nu ar fi existat și nu s-ar fi beneficiat de ajutorul fraților Carl și Samuel Schiel care erau patronii Fabricii de Hârtie din Bușteni, transportul materialelor trebuia să se facă cu un ocol de cel puțin 35 km. Frații Schiel au fost sprijiniți în anul 1882 de Carol I și Administrația Casei Regale a României pentru a pune bazele Fabricii de Hârtie din localitate.
De la cantonul Schiel, au fost transportate materialele pe platoul Caraiman aflat la circa 2.5 km, de oamenii locului pe drumuri ocolitoare cu căruțe de boi sau măgari. Acestora li s-au alăturat mai mulți voluntari, unii din ei fiind mobilizați de apelurile Societății „Cultul Eroilor”. S-a vehiculat adesea că această societate ar fi mobilizat foarte mulți voluntari care au ajutat la transportarea materialelor de la Cantonul Schiel la locul edificării monumentului. Aceleași surse menționau că voluntarii veneau cu precădere din București, Ploiești, Brașov și din localitățile învecinate Bușteniului. Cercetătorul Paul Adrian Cristescu a studiat arhiva societății și nu a găsit nicio informație în acest sens. A găsit, în schimb, câteva date irelevante pentru istoria monumentului în arhiva Serviciului Istoric al Armatei din București.
Unul dintre voluntarii care au participat la construirea Crucii Eroilor a fost tatăl lui Alexandru Dan Bartoc, cel care s-a implicat pentru obținerea certificatului Guinness World Records pentru monumentul de pe Caraiman. Alexandru Bartoc a declarat în interviul pe care i l-a dat lui Paul Adrian Cristescu în anul 2015, că:
„... Tatăl meu a fost voluntar în perioada 1926-1928 când a fost ridicată crucea, împreună cu alți prieteni. Plecau sâmbăta din București, ajungeau la Bușteni, iar de-acolo mergeau până la Cantonul Schiel unde era capătul funicularului care ducea lemn la fabrica de celuloză din Bușteni. De-acolo se cărau materialele pentru cruce, apă, mâncare, etc. Le încărcau în rucsacuri și le duceau sus pe platou. Dormeau în corturi făcute de militari, iar a doua zi se sculau la 4 dimineața, mai coborau o dată și mai luau alt rucsac plin cu diverse materiale.”

Amenajarea de șantier de pe Muntele Caraiman
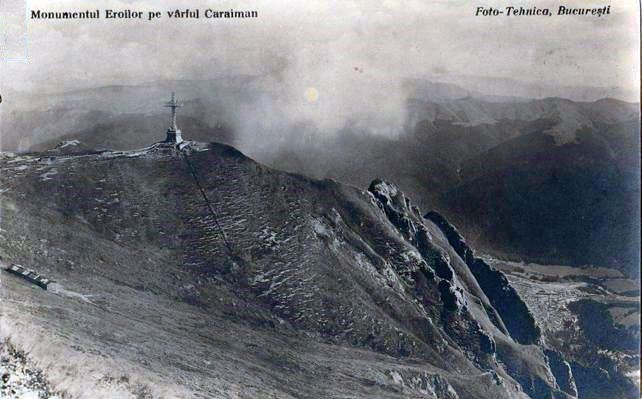
Carte poștală din anul 1932
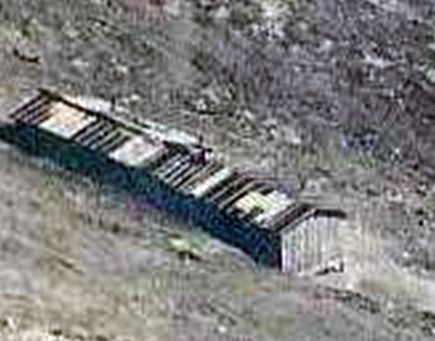
Detaliul 1
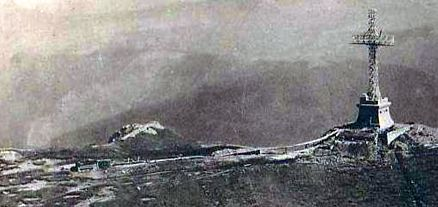
Detaliul 2
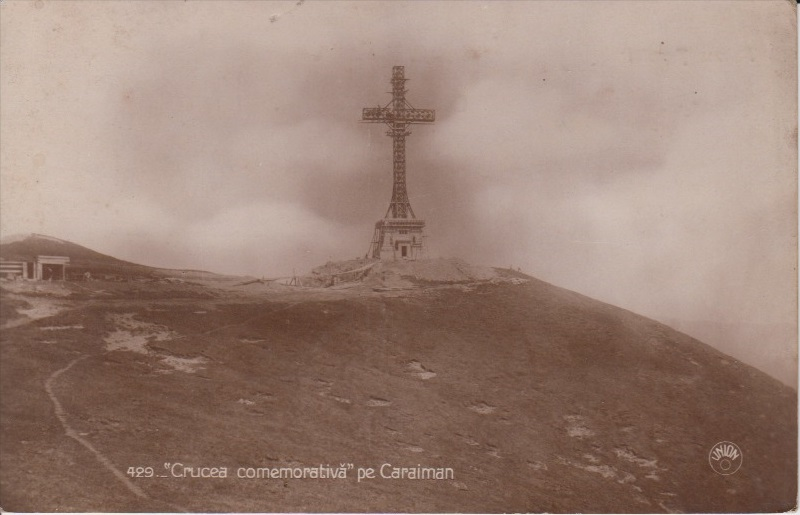
Carte poștală
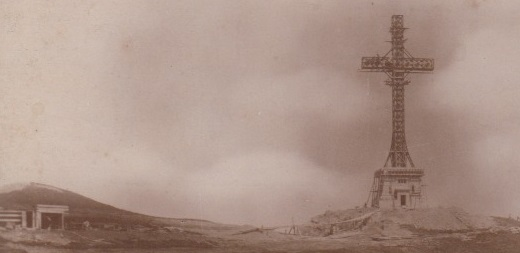
Detaliu

Tradiția orală spune că la o așa mare mobilizare de forțe a participat și Armata Română cu unitățile Vânătorilor de Munte ale Garnizoanei din Sinaia. Acestea făceau parte din Divizia 1 Vânători de Munte, care avea în componență Brigada 1 Vânători de Munte, Brigada 1 Artilerie de munte, Grupul 2 și Batalionul 1 Vânători de Munte. Militarii au instalat corturi pe platoul Caraiman pentru adăpostirea voluntarilor.

#### Nituirea
În acele timpuri, îmbinările metalice se realizau prin trei metode: sudură, bulonare și nituire. Prin sudură nu se putea face, ținând cont de structura de rezistență raportată la înălțimea ei. Bulonarea, adică strângerea folosindu-se șurub și piuliță, nu era recomandată din cauza slăbirii în timp a îmbinărilor sub acțiunea fenomenului de îngheț-dezgheț sau sub presiunea vânturilor, fenomene climaterice dominante pe tot parcursul anului la o asemenea altitudine. Cea mai bună soluție a fost, bineînțeles, nituirea. Metoda era uzitată pe scară largă la construcția de structuri metalice nedemontabile de la cele mai simple până la cele mai complexe, dar și la construcția de poduri.

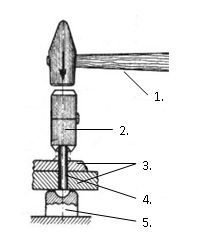
Momentul nituirii: 1. Ciocan sau ciocan pneumatic; 2. Căpuitor; 3. Traverse metalice; 4. Nit; 5. Contracăpuitor

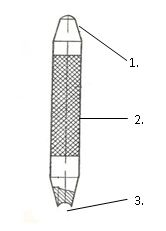
Căpuitor/Contracăpuitor: 1. Cap principal; 2. Tub de oțel; 3. Scobitură sferică

Ținând cont de solicitările la care erau supuse elementele componente ale structurii, de înălțimea ei și de altitudinea unde a fost ridicată, s-a optat pentru nituri cu cap mare semirotund, din oțel moale de tip OL37 clasa a treia de calitate pentru proprietatea pe care o are în transmiterea forțelor între traverse.
Activitatea de nituire a traverselor presupunea o echipă în a cărei componență trebuia să existe cinci oameni, un muncitor care încălzea nitul, altul care îl prelua și altul care îl fixa. Al patrulea muncitor bătea nitul cu ciocanul și al cincilea ținea contracăpuitorul. Această metodă de nituire presupunea o coordonare perfectă între muncitori, asamblarea trebuind a fi de mare precizie pentru a evita apariția cu timpul a fisurilor. Înainte de a fi introdus în găuri, nitul era înroșit într-un foc cu  cărbuni până la temperatura de circa 1000 grade Celsius, după care era luat cu un clește și dat din mână în mână până la cei doi muncitori care efectuau operația de nituire propriu-zisă cu un ciocan pneumatic, cu un căpuitor, un contracăpuitor și un trăgător.
Când s-a ajuns cu nituirea la o înălțime de peste zece metri, tradiția orală spune că niturile erau puse într-un vas mic și erau ridicate cu o sfoară. O altă poveste spune că erau pur și simplu aruncate de muncitorii de la nivelurile inferioare la cei de la cele superioare, toți aceștia dobândind o dexteritate aparte în aruncarea și prinderea lor.
Pentru nituirea întregii structuri metalice s-au folosit câte 40 de nituri pentru o singură latură a unui cub, pentru cele șase laturi ale unui cub rezultă 240 de nituri, pentru 20 de cuburi înseamnă 4800 de nituri. La acestea s-au mai folosit cel puțin încă 2200 de nituri pentru alte elemente auxiliare ale monumentului. Rezultă la final, folosirea a cel puțin 7000 de nituri, o cantitate impresionantă.

#### Iluminarea
Soclul, pe lângă rolul său de consolidare a structurii, a fost construit și pentru a adăposti un generator electric pe bază de carburant care alimenta 120 de becuri a câte 500 W fiecare, amplasate pe conturul crucii dinspre Valea Seacă, adică spre panorama către Valea Prahovei și Bușteni.
„... Prevăzută cu becuri de câte 100 w putere alimentate de un motor Phoebus, până la răsboiu era luminată în toate serile, sărbătorile și în ajun de sărbători, iar mai târziu numai la sărbătorile Crăciunului, ale Sfintei Învieri, precum și la ziua Înălțării (ziua Eroilor) potrivit dorinței Î.P.S. Patriarhului Miron, care dădea o deosebită atenție acestui lucru.”
----- Gh. Cărare în „Săptămâna CFR” - Anul IV, nr. 17 / Duminică 26 septembrie 1943
Primăria Bușteni prin edilul său, Ioan Bănescu, a cerut printr-o adresă, nr. 904 din 14 iulie 1932, Direcțiunii Generale a C.F.R.-ului, Serviciul Podurilor București, să demareze iluminarea monumentului ca urmarea unor plăți pe care comunitățile locale din Bușteni, Predeal, Azuga și Poiana Țapului le-au făcut în acest sens. A urmat o corespondență intensă între Primărie și Direcția Generală care era încă proprietara de drept a monumentului. S-a cerut prin aceasta acordul pentru iluminarea crucii în zilele de joi, sâmbătă și duminică. Tot acum, primăria și-a exprimat intenția de a prelua în administrație monumentul.

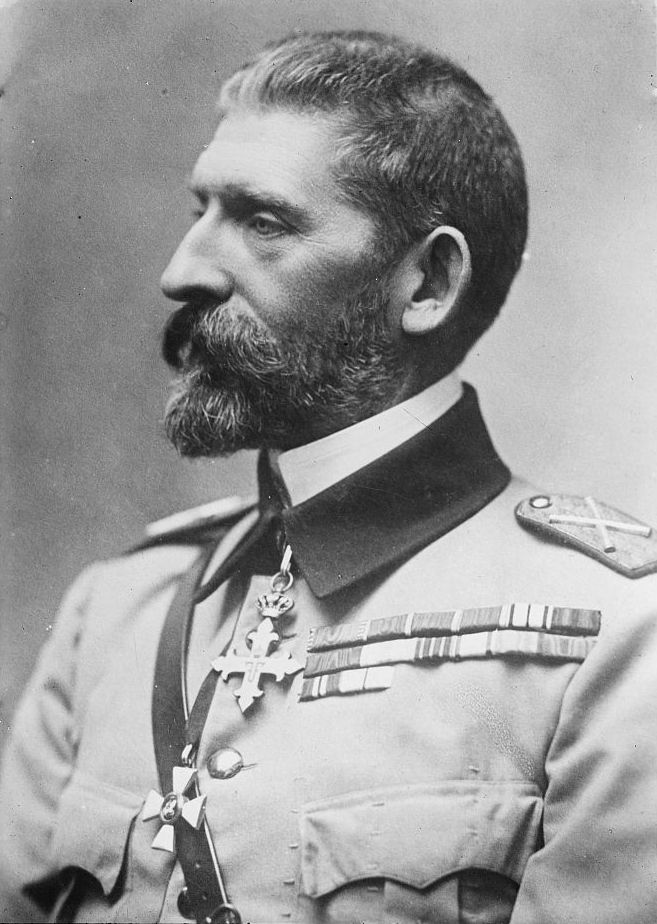
Ferdinand I

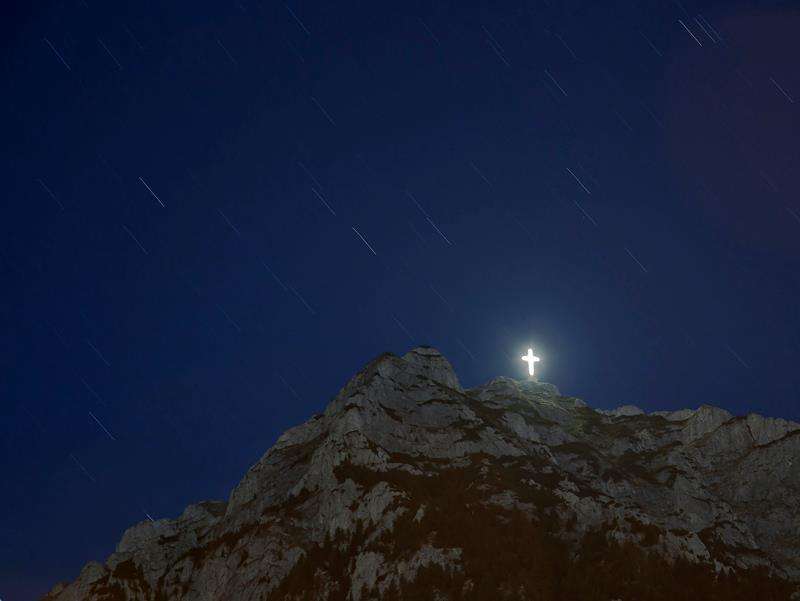
Crucea Eroilor de pe Muntele Caraiman - noaptea (2012)

Direcția Generală a trimis o înștiințare primăriei cu nr. 904 din 21 august 1932 prin care se angaja ca până la finele lunii septembrie din acel an să ia măsurile necesare pentru iluminarea monumentului, acest fapt trebuind a se întâmpla și pentru anul următor în perioada iunie-septembrie. În anul 1933, primăria face același demers cu adresa nr. 50369/RA/933 din 29 aprilie 1933 doar pentru sâmbăta și duminica, în anul următor cu adresa nr.756 din 13 mai 1934 pentru perioada 1 iunie - 30 septembrie. În anul 1935, crucea era gata să nu mai fie iluminată, chiar dacă a existat un schimb de adrese între primărie și Direcția Generală, motivându-se lipsa fondurilor necesare prin adresa nr. 201/342 din 12 iulie 1935. Cu greutate, Direcția Generală prin adresa nr. 118.874/1935 a acceptat ca monumentul să fie iluminat timp de două luni, sâmbăta și duminica, cu condiția ca suma de 40000 lei care reprezenta costurile de energie necesară, să fie plătite din fondurile Primăriei Bușteni. Acceptând cerința, Primăria Bușteni a mai făcut încă o dată demersul de preluare în administrare a monumentului. Ultimul schimb de adrese s-a făcut în anul 1936 pentru aceeași perioadă 1 iunie - 30 septembrie. Ca urmare, Direcția Generală a exprimat dorința pe care a avut-o Ferdinad I ca monumentul să fie iluminat doar de Ziua Eroilor și de ziua de Sfânta Maria ale fiecărui an, menționând că argumentele de natură turistică pe care primăria le aducea în fiecare adresă, nu erau conforme cu destinația de pioasă comemorare a eroilor români căzuți în Primul Război Mondial. Această adresă nr. 526/1936, este singurul document pe care l-a găsit cercetătorul Paul Adrian Cristescu în care se menționează explicit o implicare a unui membru a Casei Regale a României, în speță - regele Ferdinand I.
Există informații care afirmă că monumentul a fost racordat la Sistemul Energetic Național printr-un cablu subteran care a fost tras de la Releul Coștila, renunțându-se astfel la primul generator. Prin cercetările pe care le-a făcut, Adrian Cristescu a afirmat că nu a găsit nicio informație de acest fel în documentele oficiale. După cum se știe, în anul 1966 s-au făcut lucrări de restaurare ale monumentului. Cu această ocazie s-au făcut ample reparații și dotări la sistemul de iluminare ( vezi capitolul Proiectul de reparații capitale din anii 1965-1967 ). În acel moment s-a vizat aducerea unui cablu subteran prin care să se conecteze sistemul de becuri la Cabana Babele, care era legată la sistemul public de electricitate. Astăzi, Crucea de pe Caraiman are montate 300 de becuri de 500 W fiecare.

### Alte apariții în presa interbelică
Din mulțimea monumentelor care s-au ridicat în România pentru comemorarea ostașilor români din Primul Război Mondial, monumentul de pe Caraiman este singurul despre care nu există informații detaliate în presa acelor timpuri. Nu se regăsesc informații nici în jurnalul sau scrierile pe care Regina Maria le-a lăsat posterității, nimeni neputând face o dovadă clară și credibilă că aceasta a avut vreo implicare în acest proiect.
Nu s-a putut proba până în anul 2018, nici măcar presupusa zi a sfințirii Crucii Eroilor, 14 septembrie 1928. Nu există nici imagini și nici știri de presă în acest sens. Regina Maria nu a consemnat nimic în însemnările ei despre monumentul de pe Caraiman. Ea făcut doar mențiuni despre participarea la dezvelirea altor monumente, așa cum a fost și Ultima grenadă de la Bușteni din data de 9 septembrie 1928.

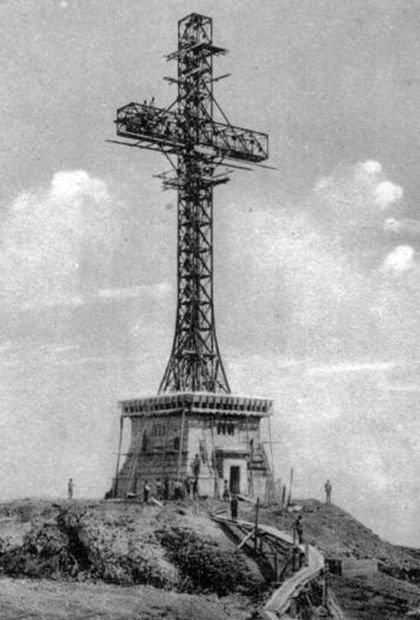
Crucea Eroilor în timpul construcției

- Foaia Diecenzană din Caransebeș a publicat o informație de presă despre inaugurarea Crucii Eroilor de pe Muntele Caraiman, care sună astfel:

„Crucea Eroilor. Din inițiativa M. Sale Regelui s-a ridicat o cruce măreață, în amintirea eroilor români morți în cumplitele lupte din Carpați, la Jiu, Olt, Prahova, Oituz, etc. Crucea Eroilor, înaltă de 40 metri și așezată pe muntele Caraiman din Valea Prahovei, va fi inaugurată cu prilejul Zilei Eroilor din 1927.”
----- Foaia Dieceziană (Organul Eparhiei Ortodoxe a Caransebeșului) nr. 47/21 noiembrie 1926, la rubrica Știri de la pagina 6
Deci, Ferdinand I al României ca inițiator a inaugurat monumentul de Ziua Eroilor din anul 1927. Ridicarea unui astfel de monument presupune existența unei ceremonii corespunzătoare de sfințire și inaugurare. Conform celor spuse, acest lucru nu poate fi dovedit până în prezent, deoarece nu se știe încă, dacă inaugurarea s-ar fi făcut conform anunțului de presă.
- Ziarul Ceferist a amintit că Regina Maria a fost inițiatoarea proiectului de construire al monumentului și a publicat o fotografie cu monumentul în faza de finală de execuție:[110]

„...S-a vizitat Crucea, monument de pe muntele Caraiman care este cea mai mare cruce din lume construită sub înaltul îndemn al Majestății Sale Regina Maria a României. Are 47 metri înălțime;  numai  postamentul  de beton are 7 m; în clișeul nostru se vede micimea oamenilor în raport cu acest măreț monument de artă care va servi ca un far luminos pentru redeșteptarea și întărirea conștiințelor naționale ale generației de azi precum și ale celor viitoare.”
----- Ziarul Ceferist nr. 12/15 septembrie 1927
- Realitatea ilustrată a publicat în numărul 33/18 septembrie 1927 la rubrica „Concursul fotografic al «Realități»” fotografia monumentului, menționând „... Crucea de pe Caraiman (45 metri înălțime 10 metri postament, cruce făcută din fier) fotografie trimisă de V. Dumitrescu - București.”[111]
- Al doilea Anuar al Bucegilor - Sinaia 1927 publicat de Turing Clubul României, a anunțat despre construirea Casei Omu în aceeași perioadă cu ridicarea Crucii Eroilor de pe Caraiman:[112]

„Casa Omul a fost lucrată la Bușteni în August 1924, montată și demontată în curtea funicularului Schiel, petrecând iarna tot acolo. Materialul a fost apoi urcat sus pe creastă, cu ajutorul funicularului în iunie 1925 și apoi transportat aci. Montarea ei definitivă a început la 15 septembrie 1925, fiind complet terminată în ziua de 24 decembrie 1925.”

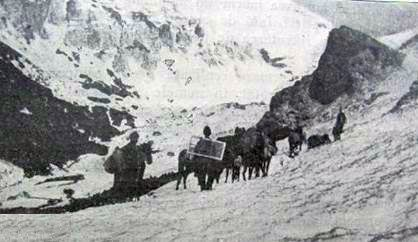
Spre casa Omu (1927)

- Walter Muston, președintele Asociației Touring-Club Român din Sinaia scria într-o scrisoare adresată Adunării Generale[114] a asociației că „... În legătură cu ridicarea Monumentului de pe Caraiman, Floarea Reginei [ floarea de colț, n.r. ] este distrusă sistematic de către lucrătorii construcției încât acest monument nu va sărbători numai eroii morți în război, dar va rămâne și o comemorare permanentă a vandalismului celui mai cumplit față de o minunată și nevinovată floricică.”[115]
- Mihai Haret, președintele Touring-Club a ținut o cuvântare în anul 1928 și a mulțumit lui Ferdinand I pentru sprijinul pe care acesta l-a acordat asociației:[114]

„...cerându-i cu puțin timp înainte de a se prăpădi, voia de a ridica o casă de adăpost pe «Șeaua Mare a Caraimanului» lângă Crucea Eroilor, proprietate a Domeniului Coroanei, nu numai că ne-a acordat voia cerută, dar s-a cedat chiar cu act în regulă - Turing Clubului României asociat cu Societatea Naturaliștilor din România - folosința gratuită și indefinită a terenului necesar acestei construcții”.
- Ziarul Științelor și al Călătoriilor:[116]

„Un drum de podiș asemănător unui peisaj de mici dealuri, vale domoală, și iată «Caraimanul» își arcuiește posomorât spinarea, brăzdată trist de un drum prăfos de care, făcut, ne explică mândru un ciobănaș «ca să ducă piatră la mulament». În scurt timp ajungem și la obiectul hazliilor lămuriri ale ciobănașului; gigantica cruce de fier, - la care se mai lucrează încă - împodobind creasta zidului uriaș al Caraimanului coborât amețitor de drept și adânc, în «Valea Prahovei», cu masivitatea telurică a fierăriei sale, luminată noaptea electric, proiectată verandă cu mese, la înălțimi ce domină feeric întreaga «Vale a Prahovei».”
- Primăria Bușteni a a avut în anul 1932 o inițiativă pentru construirea unui funicular care să transporte turiștii de la Cabana Babele la Crucea Eroilor de pe Caraiman. Inițiativa nu s-a concretizat din motive rămase încă necunoscute.[118][119]

Către
E. WOLFF Societate Anonimă Română - București
„Primăria Comunei Bușteni, are intențiunea de a construi un Funicular pentru persoane până la Crucea instalată pe Muntele «Caraiman», la 2.900 metri d`asupra nivelului Mării. 
Aducându-vă aceasta la cunoștință, - Avem onoare a vă ruga să bine voiți, a ne comunica dacă Întreprinderea D-voastră, poate executa o asemenea lucrare. 
În cazul afirmativ, vă rugăm să dispuneți să se facă în timpul cel mai scurt, lucrările pregătitoare pentru întocmirea unui Deviz și prețuri, - construirea acestui funicular, urmând să înceapă chiar în toamna aceasta. Binevoiți, a primi încredințarea considerațiunii noastre deosebite.
----- Adresa Primăriei Comunei Bușteni Nr. 1109 / 24 august 1933

Extrase din presa interbelică referitoare la Crucea Eroilor de pe Muntele Caraiman
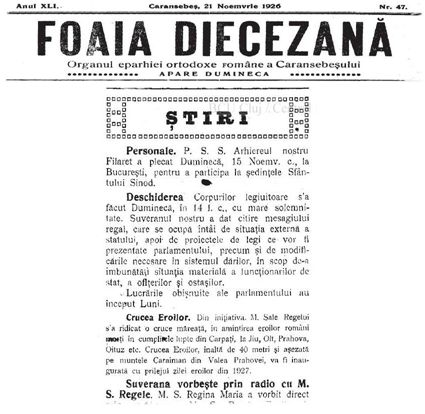
Foaia Diecezană
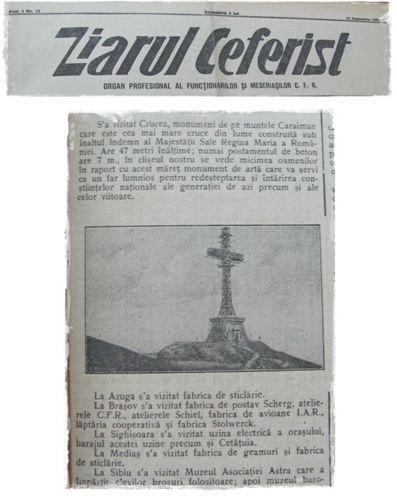
Ziarul Ceferist[109] din Caransebeș (1927)
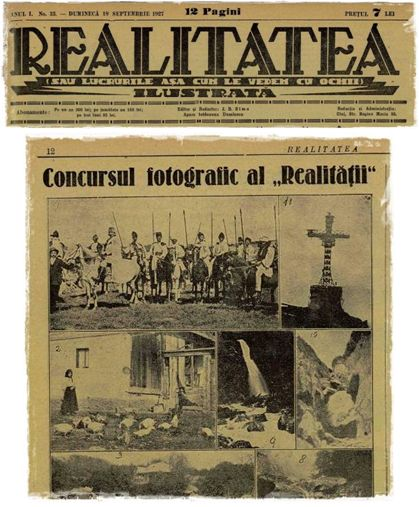
Realitatea Ilustrată[121] (1927)
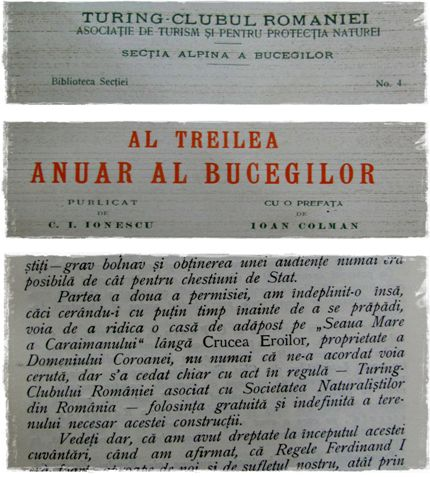
Al Treilea Anuar[122] al Bucegilor (1928)
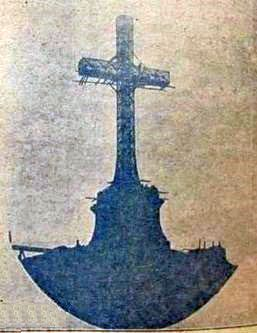
Ziarul Știintelor și al Călătoriilor[123] (1928)
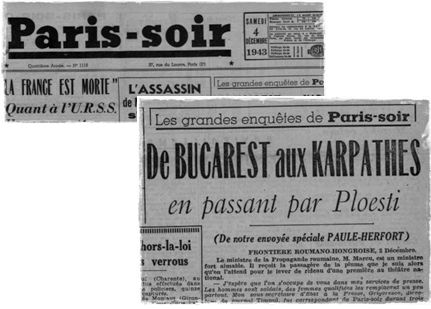
Paris-soir[124] (1943)

### Crucea Eroilor în perioada 1948 - 1989
Prin Decizia Consiliului de Miniștri nr. 778 din 22 mai 1948, publicată în Monitorul Oficial nr. 121 din 27 mai 1948, proprietățile fostului rege Mihai I au intrat în proprietatea statului român. Bunurile mobile și imobile ale Casei Regale din Predeal, Bușteni, Azuga, Sinaia și Poiana Țapului au fost trecute în administrarea Ministerului Afacerilor Interne prin Jurnalul Consiliului de Miniștri nr. 905/1948, publicat în Monitorul Oficial nr 140 din 19 iunie 1948. Suprafețele de teren care erau parte ale Domeniului Coroanei din Bușteni, aflate în comunele Azuga, Predeal și Bușteni, însumau circa 14380 ha. Acestea au trecut sub administrarea Ministerului Silviculturii. Cariera din Bușteni a trecut la Ministerul Minelor și Petrolului.
Adrian Cristescu a studiat toate aceste documente oficiale și a constatat că monumentul de pe Muntele Caraiman nu a figurat în niciunul dintre ele. Cercetătorul a opinat că, cel mai probabil, monumentul a trecut în administrarea Sfatului Popular al Regiunii Ploiești, cel care avea în subordine Raionul Câmpina care la rândul lui îngloba în acele vremuri orașul Bușteni. Prin Instrucțiunea nr. 4/1953 a Comitetului de Stat pentru Arhitectură și Construcții, statul a fost preocupat în prezervarea întregului patrimoniu cultural al României. Edificator este următorul extras din aceasta:
„… Statul democrat popular ia sub protecția și îngrijirea sa monumentele istorice de arhitectură, pentru că ele reprezintă o parte prețioasă a tezaurului cultural și artistic al poporului nostru; sunt o creație a meșterilor iscusiți și talentați din trecutul nostru istoric și operă a geniului popular. Monumentele istorice de arhitectură sunt bunuri culturale de mare preț, ce aparțin întregului popor. Ele reprezintă dovezile materiale ale dezvoltării culturii și civilizației pe teritoriul Patriei noastre și au o mare importanță pentru studierea trecutului de luptă și de muncă al poporului. Ele ne ajută să cunoaștem dezvoltarea tehnicei, arhitecturii și artelor în țara noastră, totodată sunt o armă în educarea muncii și a tineretului în spiritul patriotismului, a dragostei față de patria eliberată, în care poporul este stăpânul tuturor bogățiilor și frumuseților ei.”…
----- Instrucțiunea nr. 4/1953 a Comitetului de Stat pentru Arhitectură și Construcții
Prin normele acestei instrucțiuni se prevedea o serie de demersuri prin care instituțiile statului să le conserve și să le repare sau restaureze sub directa coordonare a Comitetului de Stat pentru Arhitectură și Construcții. Printr-o adresă,  nr. 901 din 18 iulie 1953, pe care Sfatul Popular al Orașului Bușteni a dat-o către Comitetul de Stat apare informația că doar Monumentul „Ultima grenadă” apărea în acel an în lista de inventar a primăriei. Adrian Cristescu nu a găsit niciun document conform căruia prin confiscarea Domeniului Coroanei, Crucea Eroilor să fi rămas în administrarea Direcției de Poduri C.F.R. sau să fi trecut în administrarea Sfatului Raional Ploiești.
Prin Hotărârea Consiliului de Miniștri nr. 1160 din 23 iunie 1955, s-a stabilit componența Listei Monumentelor de Cultură din România. Aceasta a fost făcută folosindu-se criteriile istorice, politice, culturale și de vechime al obiectivelor. Criteriile prin care se înregistrau obiectivele culturale, s-au extins, dar monumentul de pe Caraiman nu a fost inclus în noua Listă a Monumentelor. Cu toate acestea, monumentul nu a fost uitat și în consecință el a reprezentat un obiectiv de mare importanță turistică. Se poate constata acest fapt din interesul pentru conservarea și repararea lui, dovadă stând Proiectul de Reparații pe baza căruia s-au adus îmbunătățiri și reparații între anii 1965 - 1967. De asemenea, s-au tipărit o mulțime de cărți poștale în mai toată perioada de conducere comunistă a României.
Confirmarea interesului statului român pentru amenajarea, întreținerea și păstrarea monumentelor istorice, se regăsește într-o informare, nr. 4540 din 17 aprilie 1965, trimisă de Sfatul Popular al Raionului Câmpina către toate primăriile comunale și orășenești, prin care se solicita identificarea tuturor monumentelor Eroilor Români și a tuturor cimitirelor în care s-au înhumat cei care au căzut în Războiul de Independență din 1877, Primul Război Balcanic, Primul Război Mondial și Al Doilea Război Mondial. Prin acest demers se urmărea pregătirea sărbătoririi zilei de 9 mai 1965, Ziua Victoriei asupra Germaniei Fasciste și a Independenței de Stat a României. În adresă apare menționat monumentul de pe Caraiman după cum urmează:
```
„... 7. Anul construcției: început 1918 - terminat 1927; [eroare: construcția a început în 1924, n.r.]
     8. Descrierea monumentului:
        - Felul monumentului: Cruce.
        - Din ce material este construit: beton armat postamentul și soclul iar Crucea din fier. 
        - Inscripții: Nu.
        - Dacă există oseminte sub ea: Nu.
        - Numele autorului: Nu.
        - Cine l-a ridicat: lucrările au fost executate de o întreprindere a C.F.R. din dispoziția Reginei Maria. Lucrările au fost conduse de inginerul Bumbulescu.
        - Starea actuală: Această Cruce era luminată având instalat în postament un generator electric. În prezent nu mai există nimic. Necesită să se introducă curent electric prin cablu subteran și cel mai apropiat punct de legătură este releul de televiziune Coștila. Atât la postament cât și la soclu necesită reparații de tencuieli. Trebuie reparate ușile și ferestrele care există la postament. 
        - Partea metalică a Crucei trebuiește total revizuită după care pe brațul Crucei să se repare podul de scândură și să se facă vopsirea.
        - În interiorul Crucei să se facă instalația electrică și montarea de becuri.
        Nu avem fonduri prevăzute în buget pentru executarea reparației și nu este obiect de inventar al Sfatului Popular Bușteni.”  
```

Pe baza acestui chestionar s-a inițiat proiectul de reparații capitale care s-a realizat într-un timp record.

### Reparații și restaurări

#### Proiectul de reparații capitale din anii 1965-1967
Proiectul de reparații a Crucii Eroilor de pe Muntele Caraiman s-a derulat în perioada 1965 - 1967, el putând fi consultat la Direcția Județeană Prahova a Arhivelor Naționale, fondul de inventar al Primăriei Orașului Bușteni din anul 1966, departamentul de Secretariat, dosarul nr. 1301 în două volume. Primul volum este înregistrat cu nr. 264 (62/C vol. I) sub numele de Monumente istorice. Proiecte reparații capitale Monumentul Eroilor Caraiman. El are în componență 305 pagini cu piese scrise și desenate, iar cel de al doilea cu nr. 265 (62/C vol. II) sub numele Monumente istorice. Contract adițional de proiectare reparații Monumentul Eroilor Caraiman. Autorizații executare lucrări (115 pagini). Proiectul a fost realizat de Sfatul Popular al Regiunii Ploiești D.S.A.P.C. (Direcția de Sistematizare, Arhitectură și Proiectarea Construcțiilor), având la baza sa contractul cu nr. 400/3094 al cărui beneficiar a fost Secțiunea Gospodăriei Comunale a Comitetului Executiv al Sfatului Popular al Regiunii Ploiești.
Realizarea efectivă a reparațiilor s-a făcut urmând un lung șir de corespondență între Sfatul Popular al Regiunii Ploiești și D.S.A.P.C. Totul a început în anul 1965 când Braunstein Eugenia, ghid ONT Carpați, a făcut o sesizare la Comitetul Central al P.C.R. prin care a semnalat deficiențele monumentului de pe Caraiman, în principal starea precară a camerei de sub Cruce, care s-a transformat într-o toaletă publică insalubră, în condițiile în care monumentul avea un aflux de turiști important. Reacția autorităților a fost una rapidă și ca urmare, arhitectul I. Dumitrescu, angajat al Direcției pentru Problemele Organelor Locale ale Administrației de Stat, a întocmit un referat, nr. 1244 din 7 februarie 1966, pe care l-a trimis  Comitetului de Stat pentru Construcții, Arhitectură și Sistematizare, prin care a solicitat ca monumentul de pe Caraiman să fie inclus în Lista Monumentelor Istorice. În condițiile în care exista un proiect de reparații în curs de avizare, avizul Comitetului de Stat a fost unul negativ.
Sfatul Popular al regiunii Ploiești a comunicat cu Consiliul Tehnico-Științific detaliile alimentării cu energie electrică a obiectivului, vezi adresa nr. 6037 din 09 februarie 1966. Acesta din urmă, a propus două variante. Prima prevedea alimentarea locală prin intermediul unui grup electrogen montat în camera monumentului. A doua presupunea alimentarea printr-un cablu de joasă tensiune cu Punctul Telecabina Babele, comanda aprinderii fiind dată de la Cabana Babele. Erau prevăzute în proiect două cabluri electrice, unul de rezervă și unul principal. S-a dat aviz favorabil pentru a doua opțiune, cu un singur cablu, nu cu două, cu o valoare estimată de 580000 lei. Multe detalii privind realizarea instalației electrice se regăsesc în memoriul tehnic întocmit de D.S.A.P.C. Ploiești ce a fost avizat de C.T.S. al Sfatului Popular Regional Ploiești nr. 28 din 16 februarie 1966. S-a montat un paratrăsnet al cărui circuit era legat la baza metalică a monumentului și la o priză de pământ de până 4 ohmi deoarece proteja și instalația de iluminat.
În ziua de 22 martie 1966 s-a finalizat contractul de proiectare al lucrărilor dintre D.S.A.P.C. Ploiești și Sfatul Popular al Orașului Bușteni - Raionul Câmpina, planul inițial de proiectare fiind înregistrat la D.S.A.P.C. Ploiești cu nr. 13474 din 12 octombrie 1965. În documentație au fost incluse tencuieli din praf de piatră la soclu și la parapetul din beton armat, reparații la treptele mozaicate de acces pe terasă, pardoseli și buceardarea șpituirea tencuielilor interioare și exterioare. S-a prevăzut de asemenea, vopsirea tâmplăriei metalice, vopsirea structurii metalice a crucii cu vopsea de aluminiu, precum și refacerea întregii instalații electrice de iluminat. Este menționat în contract că din anul 1924 de când s-a construit monumentul, nu s-au executat niciun fel de lucrări de reparații și de întreținere. Din cauza turiștilor și a condițiilor climaterice (îngheț-dezgheț, intemperii) finisajele monumentului, respectiv tencuielile soclului, vopsitoriile la structura metalică au fost profund deteriorate.
În adresa nr. 3392 din 20 iulie 1966 se menționează că materialele care urmau a fi transportate prin purtare directă erau de 8,255 de tone, sculele 0,500 tone pe un drum de circa 2 km. Distanța de transport auto era de 32 km de drum categoria a IV-a, adică 45 km drum normal. Vopsitoria propriu-zisă a crucii presupunea o suprafață totală de ars cu lampa de circa 525 metri pătrați. Asta reprezentând la o grosime a stratului de 11 milimetri o greutate de 78,50 kg/mp, adică o greutate totală de 42 tone. Vopseaua nou aplicată era stipulată la o greutate totală de 30 tone.
Autorizația de execuție a lucrărilor a fost emisă cu nr. 1656 din 27 iulie 1966 de Sfatul Popular al Orașului Bușteni - Raionul Câmpina. Execuția lucrărilor a fost dată în antrepriză Întreprinderii de Gospodărire Comunală Sinaia - Antreprenor general. Până în data de 30 septembrie 1966 s-au făcut următoarele reparații:
| Lucrări generale: - beton armat preparat manual și turnat în parapeta scării: 1.50 mc; - astuparea cu beton preparat manual a găurilor din ziduri de beton; - înlăturarea prin cioplire a stratului de beton superficial; - reparații la crăpături până la 2 cm. grosime; - cofrage pentru beton în elevație la parapete trepte; - armături din oțel beton la parapete scări; - reparații de tencuieli exterioare cu praf de piatră drișcuite; - recondiționarea tencuielilor speciale buciardate interior și exterior; - reparații de trepte din beton mozaicate; - reparatul ușilor metalice; - refacerea încastrărilor la uși și ferestre metalice; - arsul cu lampa de benzină a vopsitoriei vechi în ulei; - vopsitul cu vopsea de aluminium a Crucii. | Lucrările la instalația electrică au fost următoarele: - montare tub IPE pe console metalice ǿ11 (80 mc); - montarea țevilor din oțel pentru instalația neagră pe ferme metalice ½ (120 m); - montarea conductelor de 1 mm (360 m); - montare întrerupător 6 A 250 V etanșe în carcasă de bachelită aparent (1 buc); - montarea armăturilor impermeabile cu glob de sticlă clară de plafon Badt pentru bec de 60 NE (11 buc.); - montare bec electric cu incandescență 60 w (97 buc.); - conductor de legare la pământ a instalației la pământ de paratrăznet din bandă de oțel zincat de 40/4 montat în teren foarte tare (70 m.). |

Corpurile de iluminat s-au amplasat pe fațada principală, spre Bușteni. Au fost de tipul E 16 b echipate cu becuri de 60 W montate pe locul vechilor corpuri de iluminat. Cele aflate în vârful monumentului (14 la număr) au fost de tipul E 06° echipate cu becuri de 60 W. Globul de sticlă al corpului de iluminat s-a vopsit în roșu pentru a se atrage atenția în cazul zborurilor aeriene. Derivațiile de la corpul de lampă s-au executat cu conductori F4 de mm pătrați protejat în țeavă ǿ ½4.
Extrasul de materiale a detaliat materialele de construcții care s-au folosit pentru lucrările de reparații: ciment, var pastă, oțel beton, piatră brută, mozaic, piatră mozaic marmură, pietriș, nisip, balast, fier cornier, vopsea ulei, tablă neagră, cărbuni forjă, electrozi, tablă, vopsea albă, lemn de brad, etc. Plata tuturor reparațiilor a fost făcută de D.S.A.P.C Ploiești.

#### Proiectul de restaurare demarat în 2014 de Primăria Bușteni
În interviul pe care Paul Adrian Cristescu i l-a luat lui Alexandru Dan Bartoc, publicat în revista „Glasul iubirii” din Curtea de Argeș. nr. 3 (51) din martie 2015, cel din urmă a dat detalii despre proiectul de restaurare al monumentului, inițiat de Primăria Bușteni în anul 2014. Astfel, primăria a întocmit un proiect și l-a depus la Ministerul Culturii condus în acel an de Kelemen Hunor.
Radu Bartoc a făcut demersuri în paralel pe lângă Ambasada Norvegiei pentru atragere de fonduri, chiar reușind obținerea unei sume considerabile de 1200000 euro cu o singură condiție, trebuia ca Ministerul Culturii să trecă restaurarea monumentului pe o listă de priorități oficială. Ministerul a respins proiectul de restaurare făcut de Primăria Bușteni pe motive birocratice și ca urmare, nici lista de priorități nu a fost completată cu monumentul de pe Caraiman. Din spusele lui Bartoc, motivele birocratice au fost următorele:
1. Avizul favorabil pentru restaurare s-a pierdut între etajele instituției;
2. Primăria Bușteni nu a prezentat dovada plății impozitelor;
3. Trebuia completat un chestionar de către Primăria Bușteni. Cei care au completat chestionarul au considerat că întrebările 6 și 7 sunt asemănătoare și au răspuns cu o singură dată cu o frază. Chestionarul a fost considerat a fi incomplet.

Așa s-a pierdut finanțarea pe care Ambasada Norvegiei era dispusă s-o acorde și demersul de restaurare al primăriei a eșuat lamentabil.

#### Proiectul de restaurare inițiat în 2014 de Alexandru Dan Bartoc
Ca urmare a eșecului înregistrat de Primăria Bușteni și Alexandru Dan Bartoc prin pierderea finanțării Ambasadei Norvegiei, Bartoc a reușit să obțină un răspuns favorabil din partea Ministerului Apărării Naționale la care a apelat atunci când a obținut prin finanțare proprie certificatul de la Guinness World Records. Fiind în audiență la minister, a obținut promisiuni de alocare a unei sume de 600000 euro pe an pentru ca restaurarea să fie făcută prin Ministerul Dezvoltării Regionale. Dar demersurile au trenat, proiectul trebuia definitivat până în vara anului 2015 și depus pentru avizare până în septembrie 2015. Lucrarea trebuia terminată până în anul 2018, în condițiile în care timpul favorabil pentru o astfel de activitate este limitat doar la lunile de vară. La fel, s-a înregistrat și insuccesul campaniei Dați un ban pentru Caraiman organizată de Primăria Bușteni în colaborare cu două asociații.
În luna ianuarie 2016, s-a aprobat prin Hotărâre de Guvern un Memorandum prin care s-a trecut monumentul din domeniul public al orașului Bușteni în domeniul public al statului, el trecând în administrarea Ministerului Apărării. Proiectul de restaurare poartă titulatura de „Restaurarea, reabilitarea, conservarea și amenajarea unui spațiu expozițional în cadrul Monumentului Crucea comemorativă a Eroilor Români din Primul Război Mondial (Monumentul eroilor «Crucea Caraiman» / Monumentul Eroilor (Crucea) de pe Vârful Caraiman»)”. Instituțiile care au colaborat în acest proiect sunt Institutul Național al Patrimoniului, Oficiul Național pentru Cultul Eroilor, Muzeul Militar Național „Regele Ferdinand I”, Serviciul Istoric al Armatei, Institutul pentru Studii Politice de Apărare și Istorie Militară și Asociația Națională Cultul Eroilor „Regina Maria”. Execuția a rămas sub tutela Departamentului Secretariatului General condus de Codrin-Dumitru Munteanu.
Estimările costurilor de restaurare au dus la suma de 4100000 euro, din care circa 3400000 euro sunt nerambursabili, fiind finanțare externă. Diferența de circa 700000 euro reprezintă cofinanțarea Ministerului Apărării.  Prin Ordinul nr. 85 din 9 august 2017, Codrin-Dumitru Munteanu a fost desemnat să coordoneze întreaga activitate de restaurare. În ziua de 26 iulie 2017, Ministrul Apărării Adrian Țuțuianu și Rovana Plumb, ministrul delegat pentru Fondurile Europene, au semnat proiectul pentru reabilitarea Crucii Eroilor. Pentru realizarea proiectului s-a constituit un grup de lucru pentru a superviza:
- restaurarea, reabilitarea și conservarea monumentului în condițiile păstrării identității arhitecturale originale;
- amenajarea unui spațiu expozițional pe două nivele în interiorul soclului în care să fie prezentate, la nivelul 1, informații istorice privind participarea și contribuția României la Marele Război Mondial, axată în special pe campania din anul 1916 și a luptelor desfășurate în Trecătoarea Predeal, iar la nivelul II, prezentarea unor aspecte din timpul construirii monumentului;
- întocmirea unei monografii în care să se regăsească detaliat, istoria ridicării monumentului, de la începuturi și până în prezent.[142]

#### Proiectul de restaurare inițiat în 2016 de Ministerul Apărării Naționale

###### Etapa administrativă 2016 - 2018
Ca urmare a eșecului înregistrat de Primăria Bușteni și Alexandru Dan Bartoc prin pierderea finanțării Ambasadei Norvegiei, Bartoc a solicitat în anul 2014 o audiență la ministrul apărării naționale Mircea Dușa. Acesta l-a delegat pentru primirea în audiență pe Secretarul General al MApN, Codrin Dumitru Munteanu. În cadrul audienței nu s-a luat un  angajament ferm de reabilitare ci, doar un angajament de principiu privind depunerea de către MApN a unor diligențe pentru eventuala  includere a Crucii într-un program de restaurare a monumentelor dedicat sărbătorii Centenarului Marii Unirii, program despre care în anul 2014 existau zvonuri că ar urma să se deruleze. Această soluție s-a impus deoarece la acel moment Crucea nu era în patrimoniul MApN și, ca atare, MApN nu avea un buget alocat  reabilitării și nici posibilitatea de alocare a unui astfel de buget pentru reabilitarea monumentului aflat în patrimoniul orașului Bușteni. 
Urmare a audienței, Codrin Dumitru Munteanu, a inițiat demersuri pentru includerea proiectului de restaurare a Crucii în cadrul a ceea ce se prefigura ca viitor program de celebrare a împlinirii a 100 de ani de la Marea Unire, „Programul România 100” gestionat pe rând de către Ministerul Dezvoltării, Lucrărilor Publice și Administrației, Ministerul Culturii și Secretariatul General al Guvernului. Deși inclus inițial într-un centralizator al acestui program, din motive rămase necunoscute, la finele anului 2015 proiectul restaurării nu se mai regăsea în niciun document, „Programul România 100” fiind oricum un eșec. Astfel, la finele anului 2015, restaurarea Crucii părea a fi compromisă, așa cum se întâmplase și în cazul încercărilor anterioare.
În acest context, în anul 2016, văzând că Primăria Bușteni și instituțiile implicate în pregătirea Centenarului Marii Uniri nu își asumă restaurarea monumentului și întrezărind o posibilă soluție de finanțare, fie din bugetul MApN fie din fonduri europene nerambursabile, Secretarul General al MApN, Codrin Dumitru Munteanu, asumă restaurarea direct de către MApN și, prin Raportul SG nr. 55/28 ianuarie 2016 propune noului ministru al apărării naționale, Mihnea Motoc, preluarea monumentului de către MApN în vederea reabilitării lui. Urmare a aprobării acestui Raport intern, Secretariatul General al MApN a inițiat Memorandumul nr. SG 690/29 ianuarie 2016 prin care s-a solicitat trecerea „Crucii Caraiman” din domeniul public al orașului Bușteni și din administrarea Consiliului Local Bușteni în domeniul public al Statului Român și administrarea Ministerului Apărării Naționale.  Memorandumul MApN care a fost inclus pe ordinea de zi și aprobat în ședința Guvernului României din data de 18 februarie 2016. Urmare a aprobării și transmiterii solicitării de transfer Consiliul Local Bușteni a aprobat transferul prin HCL nr. 54/26 februarie 2016.
Urmând procedurile administrative Secretariatul general al MApN și Direcția Domenii și Infrastructuri inițiază și proiectul de hotărâre de Guvern necesar definitivării formalităților privind înscrirea monumentului în inventarul bunurilor din domeniul public al statului și darea lui în administrarea MApN, demers finalizat prin aprobarea HG nr. 482/6 iulie 2016. Cu această ocazie s-a optat pentru o denumire unică, având în vederea înscrierea ei sub diferite denumiri în documentele de inventar și lista monumentelor istorice: „Crucea Comemorativă a Eroilor Români din Primul Război Mondial”, fiind înscrisă în CF Bușteni nr. 24178, Nr. cad 24178-C1.
Într-o fericită coincidență, în paralel cu îndeplinirea formalităților de preluare în administrare, Codrin Dumitru Munteanu, identifică în concret sursa de finanțare a proiectului de reabilitare, respectiv: „Programul Operațional Regional 2014 - 2020”, Axa prioritară 5, Prioritatea de investiții 5.1 - Conservarea, protejarea, promovarea și dezvoltarea patrimoniului natural și cultural. Apelul de proiecte POR/2016/5/5.1.
Astfel, a fost inițiat și aprobat Raportul intern nr. SG2808/23 aprilie 2016 prin care se solicită aprobarea constituirii unui grup de lucru în vederea accesării finanțării proiectului de reabilitare din fonduri europene nerambursabile și modificarea, la rectificarea bugetară pentru anul 2016, a creditelor de angajament în vederea asigurării fondurilor necesare implementării acestui proiect.  Acest demers s-a constituit într-o premieră fiind primul proiect finanțate din fonduri europene ce urma să fie implementat de MApN sens în care, la nivelul Secretariatului general al MApN s-a constituit prima microstructură dedicată gestionării proiectelor cu finanțare europeană nerambursabilă. De asemenea în vederea coordonării efortului de angajare și coordonare a proiectului de restaurare și finanțare din fonduri europene a fost emisă Dispoziția SG1/23 mai 2016 prin care s-a stabilit componența inițială a grupului de lucru dedicat acestei activități format din specialiști ai MApN cu diferite domenii de expertiză.
Pentru a consolida proiectul în aria de priorități ale MApN, prin Raportul intern nr. SG 3838/10 iunie 2016 s-a propus și aprobat introducerea în cadrul Planului sectorial al MApN a „... inițiativei strategice - întocmirea cererii de finanțare și a documentației aferente în vederea reabilitării obiectivului de investiție imobiliară Crucea Comemorativă a Eroilor Români din Primul Război Mondial”.
Având în vedere termenul limită de depunere a cererii de finanțare la Agenția de Dezvoltare Regională Sud Muntenia - 25 august 2016 - cu sprijinul decisiv al specialiștilor Direcției Domenii și Infrastructuri din cadrul MApN, aflați sub comanda gen. br. Gheorghe Nistor și sub coordonarea Secretarului general al MApN au fost întocmite într-o cursă contracronometru procedurile legale necesare întocmirii și depunerii proiectului. Astfel, în perioada menționată au fost efectuate/elaborate toate activitățile/studiile de specialitate/documentațiile  pentru întocmirea, avizarea și aprobarea Documetației de avizare a lucrărilor de intervenție (DALI), avizarea documentației tehnice de către Consiliul Tehnico-Economic al MApN, pregătirea documentației și depunerea cererii de avizare a proiectului de reabilitare de către Comisia Națională a monumentelor istorice precum și întocmirea și depunerea documentației necesare obținerii avizului de mediu și a avizului Administrației Parcului Natural Bucegi.
Ulterior s-a trecut la obținerea de avize și acorduri necesare lucrărilor, cele mai importante fiind: întocmirea documentației pentru obținerea acordului de construcție (DTAC), verificarea DTAC de verificatori atestați de către Ministerul Culturii și depunerea DTAC în vederea obținerii autorizației de construire, elaborarea documentației tehnice pentru organizarea lucrărilor (DTOE), elaborarea proiectului tehnic (PT), elaborarea detaliilor de execuție (DDE). Acestea sunt doar câteva detalii din sinuosul procedurii birocratice parcurse fără greș. Totodată, în scurtul timp avut la dispoziție, a fost întocmit proiectul de restaurare dar și cererea de finanțare cu toată documentația aferentă. Bugetul proiectului de restaurare denumit „Restaurarea, reabilitarea, conservarea și amenajarea unui spațiu expozițional în cadrul Monumentului Crucea comemorativă a Eroilor Români din Primul Război Mondial” s-a ridicat la suma de 19.159.031,29 lei din care 15.946.043,78 lei (85%) finanțare nerambursabilă din fonduri europene, iar diferența de 3.212.987,51 lei (15%) valoarea cofinanțării proprii (buget MApN).
Pentru a simplifica procedurile de semnare a documentelor aferente pregătirii proiectului a fost emis Ordinul ministrului apărării naționale nr. 78/2016 Secretarului General al MApN, Codrin Dumitru Munteanu, fiindu-i delegată competența semnării tuturor documentelor în locul reprezentantului legal al MApN. Astfel, după elaborarea documentațiilor tehnice și obținerea tuturor aprobărilor și avizelor, cererea de finanțare însoțită de proiectul de reabilitare și întreaga documentație a fost depusă la ADR Sud Muntenia. Într-o primă fază, ADR Sud Muntenia, a respins cererea de finanțare în temeiul unui act normativ aborgat. Urmare a acestei situații a fost depusă o contestație la Autoritatea de Management a Programului Operațional Regional, contestație admisă așa cum de altfel era normal.
Pe baza acordului Inspectoratului de Stat în Construcții nr. ISC 86/22 februarie 2017, la data de 21 aprilie 2017 a fost emisă autorizația de construire. 
Urmare a aprobării cererii de finanțare la data de 26 iulie 2017, reprezentanții legali ai MApN, ADR Sud Muntenia și MFE au semnat Contractul de finanțare nr. 97/26.07.2017. În baza semnării contractului de finanțare au fost emise de către ministrul apărării naționale trei ordine succesive, respectiv: Ordinul nr. 85/9 august 2017 privind numirea coordonatorului general al proiectului Codrin Dumitru Munteanu, și a echipei de implementare, Ordinul nr. 86/9 august 2017 prin care a fost desemnat Comitetul de coordonare a proiectului, cu aceeași conducere și, Ordinul nr. 87/9 august 2017 prin care Codrin Dumitru Munteanu a fost împutenicit să semneze în locul reprezentantului legal al MApN toate documentele aferente implementării proiectului. Din echipa de implementare și comitetul de coordonare au avut continuitate pe toată durata proiectului gen. bg. Gheorghe Nistor - șeful Direcției Domenii și Infrastructuri, gen. mr. Florin Jianu - șeful Direcției Financiar-Contabile, gen. br. Constantin Spânu - șeful Direcției Informare și Relații Publice, col. ing. Iulian Ciulinaru - manager tehnic, col. Robert Pârneci - coordonator achiziții publice, șef birou Constantin Buju.

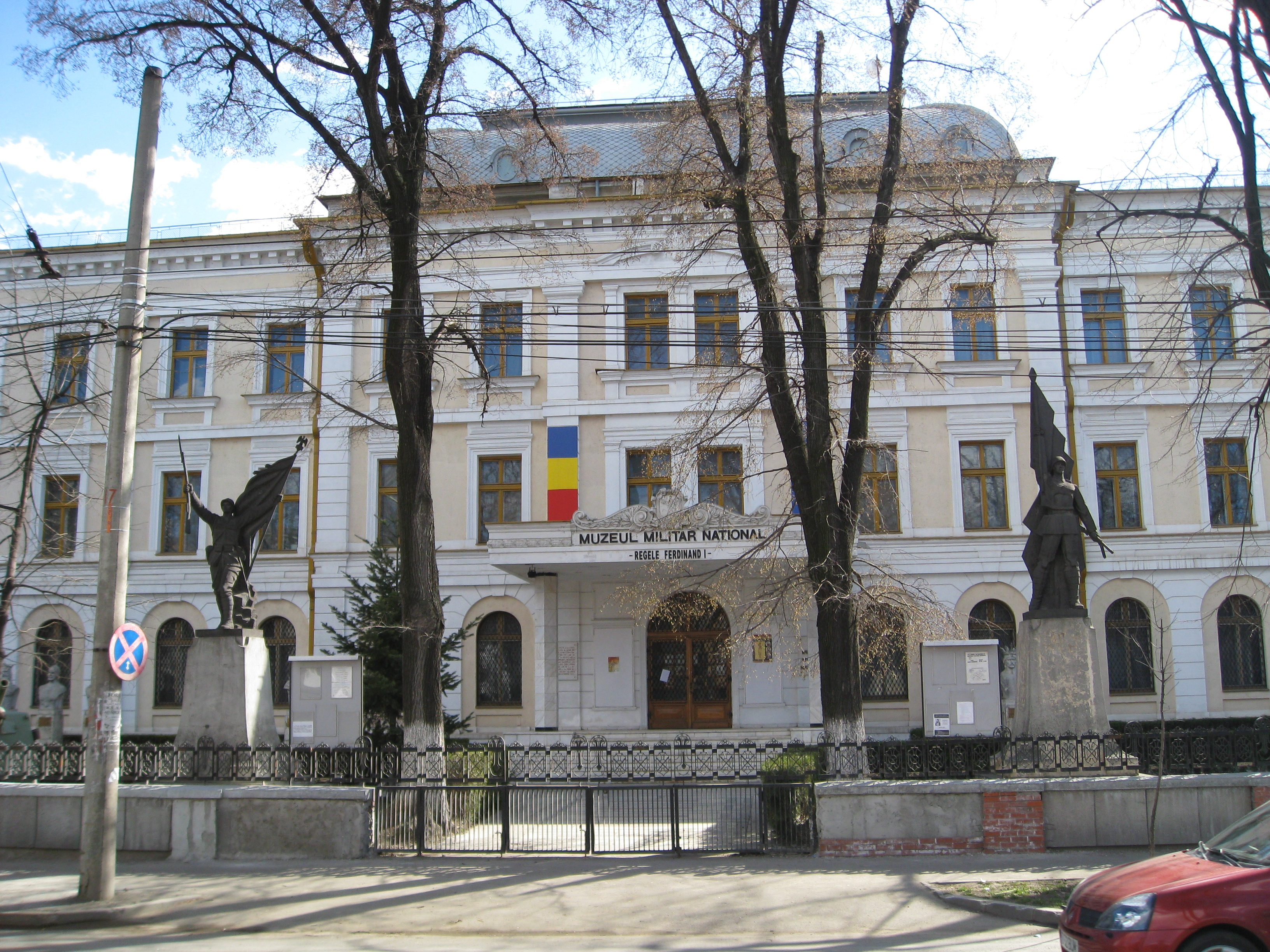
Muzeul Militar Național

În cursul lunii noiembrie 2017 a fost elaborată documentația pentru atribuirea contractului de lucrări urmate de demararea procedurii de achiziție prin înregistrarea în Sistemeul Electronic de Achiziții Publice (SEAP/SICAP) achiziția demarând la data de 22 decembrie 2017. În baza procedurii de achiziție derulată la data de 7 mai 2018 a fost semnat contractul de execuție a lucrărilor de restaurare, reabilitare și conservare a monumentului cu firmele S.C. Top Line Construct SRL.
La data de 21 mai 2018 a fost transmis către ADR Sud Muntenia dosarul achiziției iar la data de 15 iunie 2018 a fost emis ordinul de începere a lucrărilor.
În calitate de coordonator al proiectului de reabilitare, Codrin Dumitru Munteanu, a emis Dispozițiile nr. SG 1/2017 privind constiuirea grupului de lucru pentru realizarea planului expoziției și nr. SG 2/2017 privind constituirea grupului de lucru pentru realizarea monografiei monumentului. În cadrul acestor grupuri de lucru au fost cooptați specialiști din cadrul Muzeului Militar Național Regele Ferdinand, Serviciului Istoric al Armatei, Oficiului Național pentru Cultul Eroilor, Asociației Naționale Cultul Eroilor Regina Maria. Alături de coordonatorul proiectului, nucleului acestor grupuri de lucru li s-au alăturat cu contribuții esențiale col. (rtr.) prof. univ. dr. Ion Giurcă, Dan Alexandru Bartoc și Paul Adrian Cristescu, acesta din urmă, autorul singurului volum dedicat Crucii Eroilor de pe muntele Caraiman editat până în prezent.

###### Etapa lucrărilor propriu-zise 2018 - 2021
Contrar opiniilor care au circulat de-a lungul vremurilor, în raport cu istoricul proiectului de reabilitare, anul 2018, anul celebrării centenarului Marii Uniri, nu trebuia să fie anul finalizării lucrărilor ci, așa cum s-a și întâmplat, anul 2018 a fost anul demarării lucrărilor de reabilitare, după cei doi ani de parcurgere fără întârzieri a etapei administrative, în ciuda birocrației, complexității și multitudinii procedurilor administrative dar și a unor piedici ce puteau cauza nu doar întârzieri ci chiar compromiterea proiectului așa cum de altfel se mai întâmplase în anii anteriori. O subetapă importantă, anterior lucrărilor propriu-zise,  desfășurată concomitent cu întocmirea documentațiilor tehnice a constituit-o determinarea nevoilor de intervenție asupra monumentului. Au fost realizate analize fizico-chimice și încercări de rezistență a materialelor pentru determinarea rezistenței la tracțiune a oțelului,  s-a urmărit determinarea defectelor specifice stării de oboseală și determinarea gradului de afectare a structurii metalice, au fost identificate fisuri ale teresamentului dar și degradări accentuate ale structurii de beton/similipiatră la soclu, terasă și scări, starea de conservare a monumentului fiind una precară. Distrugerile constate au fost majore, zone mari din structura de beton aflându-se într-un stadiu avansat de degradare.
În viziunea specialiștilor, proiectul tehnic de restaurare a vizat atingerea a trei obiective: refacerea postamentului, a soclului exterior și interior, amenajarea unui spațiu tehnic sub postament (prin tăierea unei uși noi în postament și scoaterea pământului de umplutură de sub acesta) amenajarea spațiului expozițional din interiorul soclului, recondiționarea prin sablare, grunduire și vopsire a părții metalice.
Lucrările s-au desfășurat pe parcursul a 11 luni, preponderent în perioada caldă, astfel: o lună în anul 2018, 5 luni în anul 2019 (iulie-noiembrie 2019) și 5 luni în anul 2020 (iulie - noiembrie 2020), în anul 2021 desfășurându-se activități specifice recepției la finalizarea lucrărilor precum și intervenții de detaliu solicitate de comisia de recepție.
Împărțite pe obiective de intervenție, lucrările preconizate și executate au constat în:
I. Soclu și platforma de acces
- Lucrări de rezistență:

- desfacerea parțială a plăcii de subsol,
- săpături pământ și umpluturi cu pietriș, pământ și fragmente de rocă,
- consolidiri cu oțel-beton în fundații, placă pardoseală, pereți subsol,
- realizarea unui subsol tehnic sub teresa de acces, format din grup sanitar, hol, cameră tehnică și spațiu pentru rezerva de apă,
- reparații ale degradărilor la suprafața betonului,
- refacerea zonei prăbușite de la balustrada scării de la terasa de acces prin armarea stratului suport de beton armat.

- Lucrări de arhitectură:

- decopertare strat de uzură din mozaic la terese de acces și lucrări de hidroizolații verticale și orizontale, pe exteriorul anvelopei  demisolului,
- pereți zidărie subsol,
- decopertare locală și finisaj similipiatră pe peretele sudic,
- tăierea peretului sudic de beton, pentru realizare ușă acces demisol,
- escavarea umpluturior,
- turnarea fundațiilor și pereților din beton armat,
- montarea unei termoizolații exterioare la pereții îngropați ai demisolului,
- refacerea parțială a plăcii de beton armat a platformei de acces prin iserarea de rigole pentru colectarea apelor meteorice în vederea constituirii rezervei de apă menajeră,
- executarea de hidroizolații peste placa platformei,
- refacerea generală a finisajului plaformei, respectiv mozaic turnat, șlefuit, aditiviat și impermeabilizat,
- realizarea finisajelor cu similipiatră la golul de acces în demisol, pe toată grosimea peretelui de sprijin,
- executarea unor pereți de compartimentare în demisol,
- turnare șapă cu grad ridicat de impermeabilitate,
- turnarea unui strat de finisaj din mozaic cu grad ridicat de impermeabilitate,
- executarea de plinte de racord din mozaic turnat aditivat,
- executarea de tencuieli interioare aditivate hidrofobe,
- executarea de placaje din faianță la demisol (grup sanitar),
- realizarea de vopsitorii interioare,
- restaurarea obloanelor de tablă, a tâmplăriilor metalice, uși, ferestre, grilaje metalice,
- instalarea de uși metalice grunduite și vopsite,
- instalarea de grile de refulare la camera grupului electrogen și la grupul sanitar din aluminiu anodizat cu plase de protecție,
- desprăfuirea elementelor de similipiatră și biocidarea suorafețelor de similipiatră.

- Alte intervenții:

- chituirea, injectarea și completarea rosturilor și lacunelor la elementele din similipiatră,
- amenajarea unui spațiu expozițional în interiorul soclului cu instalațiile, echipamentele și dotările aferente,
- echiparea cu obiecte sanitare și accesorii antivandalism din inox satinat, cu senzori de pornire a apei. Pentru funcționalitatea spațiului expozițional sun prevăzute următoarele dotări de arhitectură: panouri plexiglass printat cu tehnică prin UV în oglindă, plăcuță gravură Braille, stingătoare portabile. Pentru supevegherea de la distanță a sistemului video, un sistem calcultaror video în instituția care asigură supravegherea.

- Lucrări de instalații sanitare:

- amplasarea unui rezervor constituit din 4 module cilindrice cu capacitate de 1000 l fiecare, pentru preluarea apelor pluviale de pe platforma de acces,
- instant electric pentru prepararea apei calde la grupul sanitar,
- amplasarea unei microstații de epurare, amplasată îngropat la demisol,
- amplasare stație de pompare. Pe timpul iernii, toată instalația aferentă obiectelor sanitare, stația de epurare, stația de pompare și rezervorul de stocare se golesc ca măsură de siguranță împotriva temperaturilor scăzute.

- Lucrări de instalații electrice:

- montare instalații electrice pentru iluminat interior și prize la demisol, parter și etaj,
- iluminare exterioară pe fațate, adaptate în corpurile de iluminat cu caracter istoric,
- montarea unei instalații de iluminat (76 lămpi de tip LED) pe structura metalică, controlată de la distanță. Iluminatul este alb iar în zilele de sărbătoare națională sunt realizate jocuri de lumini în culorile drapelului de stat al României,
- montare sistem performant de protecție împotriva desccărcărilor electrice și la suprasarcină,
- montare sursă de rezervă pentru servicii de securitate, grup electrogen cu pornire automată.
- Lucrări de instalații de curenți slabi: pentru sisteme de voce-date (internet), sistem CCTV, sistem de sonorizare și adresare publică, instalația pentru contorizarea fluxului de persoane, sisteme de display digitak tip videowall.
- Lucrări de instalații HVAC: pentru asigurarea unui microclimat corespunzător funcționării spațiului expozițional și aparaturii electrice, îndeosebi pentru contracararea fenomenelor de condens și dezumidificare.

- Lucrări pentru refacerea structurilor metalice: a fost îndepărtat prin sablare stratul vechi de vopsea, precum și rugina, atât de pe scheletul de metal al monumentului (Crucea propriu-zisă) cît și de pe uși, scăra interioara sau armătura de beton din subsol. S-au aplicat multiple straturi de protecție anticorozivă urmate de vopseaua finală. Sablarea și vopsirea a fost pentru turiști cea mai spectaculoasă operațiunea. Asigurați în corzi, în bătaia vântului, la o înălțime ce cumula înălțimea monumenului cu adâncimea de câteva sute de metri a prăpastiei din jurul pintenului pe care Crucea este amplasată, alpiniștii utilitari manipulau cu precizie furtunul gros, aflat sub o presiune de 10 bari, prin care gridul de sablare era suflat până la curățarea completă a metalului.
- În noiembrie 2021 a fost finalizată digitalizarea monumentului. Astfel, doritorii pot vizita Crucea Eroilor într-un tur virtual ce poate fi accesat atât din pagina web cât și din pagina de facebook dedicată reabilitării.

##### Manifestări cultural științifice de promovare a monumentului
Obiectivul general al proiectului de restaurare și reabilitare a Crucii Comemorative a Eroilor Români de pe muntele Caraiman a inclus alături de lucrările de construcții propriu-zise o componentă de promovare a istoriei participării României în Primului Război Mondial, a construcției monumentului dar și de recuperare a memoriei eroilor români căzuți în Marele Război precum și a arhitecților, proiectanților, constructorilor și voluntarilor ce au contribui la ridicarea acestui impozant monument comemorativ. O atenție deosebită a fost acordată educației antivandalizare a turiștilor.
Odată semnat contractul de finanțate, Secretariatul general al MApN, condus de Codrin Dumitru Munteanu, a organizat în 13 decembrie 2017, cu colaborarea Institutului pentru Studii Politice și de Apărare aflat sub conducerea dr. MIhai Ionescu, prima sesiune științifică dedicată Crucii: Crucea Eroilor Neamului de pe muntele Caraiman - un simbol pentru Centenarul Războiului reîntregirii României. Manifestarea a reunit istorici, muzeografi, cadre militare în rezervă și retragere, reprezentanți ai Asociației Cultul Eroilor Regina Maria. Manifestarea s-a bucurat de prezența nepoatei mareșalului Constantin Prezan, dna Olga Macarie.
Sărbătoarea centenarului Marii Uniri a creat prilejul unor manifestări mai ample care se suprapuneau în 2018 cu debutul efectiv al lucrărilor de reabilitare. Astfel, pe parcursul a trei zile, începând cu 14 septembrie 2018, Ziua Înălțării Sfintei Cruci și ziua în care se împineau 90 de ani de la sfințirea Crucii, Secretariatul General al MApN a organizat o nouă manifestare de amploare ce a inclus  activități la:
- Bușteni - 14 septembrie 2018: unde a fost organizată ediția a II-a a sesiunii științifice Crucea Eroilor Neamului de pe muntele Caraiman - un simbol pentru Centenarul Războiului reîntregirii României. În cadrul acestei sesiuni a fost lansat de către Secretariatul General al MApN volumul Crucea - slăvitul semn de biruință în Războiul de Întregire a României. 100 de ani de la înfăptuirea Marii Uniri, a fost pusă în circulație o monedă aniversară și au fost organizate expoziții clasice și digitale.
- Crucea Caraiman - 15 septembrie 2018: a fost marcată de un impresionant ceremonial militar și religios de la baza monumentului, transmis în direct de TVR  dar și de Centrul 42 Comunicații din Râșnov pe un panou uriaș instalat în orașul Bușteni, ambele entități marcând premierea unei transmisiuni în direct de la peste 2.000 metri. Slujba religioasă a fost săvârșită de către un sobor de preoți conduși de P.S. Varlaam Ploieșteanul. Episcop vicar patriarhal.
- Sinaia - 16 septembrie 2018. Ultima zi a manifestărilor a inclus un concert al fanfarei militare a Academiei Forțelor Aeriene Henri Coandă din Brașov la castelul Peleș dar și vizitarea, întreținerea și organizarea unui ceremonial la cimitirul militar din localitate.

Ziua de 14 septembrie 2020, Ziua Crucii, a fost marcată în cadru restrâns. Grație acordului de parteneriat încheiat între Ministerul Apărării Naționale, prin coordonatorul general al proiectului de reabilitare Codrin Dumitru Munteanu, și Fundația Bartoc, prin Președinte Dan Alexandru Bartoc momentul a căpătat o semnificație simbolică în cadrul inițiativei Lumină pentru eroii neamului, activitate ce a presupus prima iluminare a Crucii cu noul sistem de iluminat dar și lansarea unei monede aniversare și a unui plic și ștampile poștale dedicate.
Tot în anul 2020, pe data de 30 Noiembrie, de Ziua Sf. Andrei, în preziua sărbătorii Zilei Naționale a României, a avut loc la baza monumentului slujba de resfințire la terminarea lucrărilor. Organizarea ceremonialului militar a revenit ca de fiecare dată Batalionului 21 Vânători de Munte din Predeal iar slujba de resființire a fost săvârșită din însărcinarea Patriarhului Daniel de către I.P.S. Mitropolit Nifon.
Devenită o tradiție, ziua de 14 septembrie 2021, Ziua Înălțării Sfintei Cruci, a fost celebrată din nou pe platoul din fața Crucii printr-un ceremonial militar și relegios. La menifestare au participat reprezentanți ai tuturor unităților de vânători de munte, cu steaguri de identificare ale acestora.

## In memoriam

### Numismatică
În data de 29 mai 2018, Banca Națională a României a pus în circulație, în atenția colecționarilor, o monedă cu valoarea nominală de 100 lei, din aur, cu titlul de 900‰, în greutate de 6,452 grame, având un diametru de 21 mm, cu marginea zimțată, întregul tiraj de 250 de exemplare fiind de calitate proof. Pe avers a fost gravată o imagine a Crucii Eroilor de pe Muntele Caraiman. Tot pe avers a fost gravat, în arc de cerc, textul ROMANIA 100 LEI precum și stema României și milesimul 2018. Pe reversul monedei este gravată o imagine în care este înfățișată intrarea regelui Ferdinand I și a reginei Maria în București. Textul de pe revers este gravat circular: 100 DE ANI DE LA INCHEIEREA PRIMULUI RAZBOI MONDIAL, iar în exergă 1918. Moneda are putere de circulație pe teritoriul României.

### Filatelie
În data de 25 iulie 2014, în cadrul unei emisiuni de mărci poștale intitulată In Memoriam, Eroii Neamului, Romfilatelia a tipărit trei timbre de 1,00 lei, 3,60 lei și 14,50 lei. Conform comunicatului din 23 iulie 2014, ele „... omagiază eroismul acestor soldați căzuți la datorie, care și-au jertfit propriile vieți pentru apărarea vetrei și a credinței strămoșești, pentru libertate, demnitate și unitate statală.”
Cele trei mărci reprezintă Mausoleul de la Mărășești (1 leu), Crucea Eroilor Neamului (3.60 lei) și însemnele ordinului militar Mihai Viteazul Clasa I (14.50 lei). Mărcile au fost inscriționate și pe plicurile de corespondență.

## Tentative de vandalizare
- În perioada anilor 1954 - 1955, doi tineri au plecat din Sinaia spre Crucea de pe Caraiman dorind să dinamiteze monumentul. Planul lor nu a reușit datorită unei manevre greșite făcute de unul dintre ei. În loc să sară crucea în aer, a sărit el.[17]
- Mihai Militaru, primar al orașului Bușteni, a vrut în anul 1972 să taie brațele crucii și să pună o stea în vârful ei, ca simbol al victoriei socialiste. Planul nu a reușit datorită faptului că s-a îmbolnăvit după care, a renunțat la funcția de primar. Următorul edil al localității nu a mai ținut cont de proiectele lui Militaru.[17]
- De-a lungul timpului sistemul de iluminare cu becuri a fost vandalizat deseori de către turiști.[17]

## Note

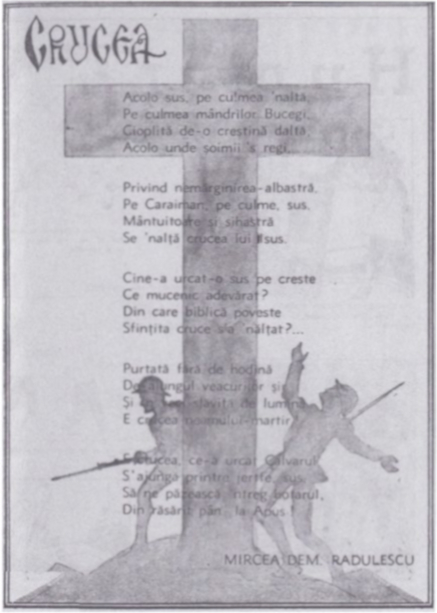
Poezia Crucea de Mircea Dem Rădulescu